# Eugénio de Saboia
Eugénio Francisco de Saboia-Carignano (em francês:  François Eugène  de Savoie-Carignan; em alemão:  Eugen Franz von Savoyen-Carignan; português brasileiro: Eugênio; 18 de outubro de 1663 - 21 de abril de 1736) foi marechal de campo do exército do Sacro Império Romano e da dinastia austríaca dos Habsburgos durante os séculos XVII e XVIII. Ele foi um dos comandantes militares de maior sucesso de seu tempo, e subiu aos mais altos cargos de Estado na corte Imperial de Viena.
Nascido em Paris, Eugênio cresceu ao redor da corte do rei Luís XIV da França. Como cadete, o Príncipe estava inicialmente destinado para uma carreira clerical, mas aos 19 anos de idade já estava determinado a seguir uma carreira militar. Após um escândalo envolvendo sua mãe Olímpia, ele foi rejeitado por Luís XIV quando ele pediu para servir no exército francês. Eugênio mudou-se para a Áustria e transferiu sua lealdade para a Monarquia dos Habsburgos.
Ao longo de seis décadas, Eugênio serviu três Sacro Imperadores: Leopoldo I, José I, e Carlos VI. Sua primeira experiência em batalha foi durante o Cerco de Viena em 1683 e na Liga Santa dos Balcãs, antes de servir na Guerra dos Nove Anos, lutando ao lado de seu primo, o Duque de Saboia. No entanto, a fama do Príncipe só foi assegurada com sua vitória decisiva contra os otomanos na Batalha de Zenta, em 1697, ganhando popularidade em toda a Europa. Eugênio reforçou sua posição durante a Guerra da Sucessão Espanhola, onde sua parceria com o Duque de Marlborough garantiu vitórias contra os franceses nos campos de Blenheim (1704), Oudenarde (1708) e Malplaquet (1709); obteve mais sucesso na guerra como comandante imperial no norte da Itália, principalmente na Batalha de Turim (1706). As renovadas hostilidades contra os otomanos na Guerra Austro-Turca consolidaram sua reputação, com vitórias nas batalhas de Petrovaradin (1716) e o encontro decisivo em Belgrado (1717).
No final dos anos 1720, a influência e a diplomacia habilidosa de Eugênio conseguiu assegurar ao Imperador poderosos aliados em suas lutas dinásticas com os poderes Borbónicos, mas com sua saúde física e mentalmente fragilizadas em seus últimos anos, ele teve menos sucesso como comandante-chefe do exército durante seu conflito final, a Guerra da Sucessão Polonesa. No entanto, na Áustria, sua reputação continua inigualável. Embora as opiniões divirjam quanto ao seu caráter, não há disputa sobre suas grandes conquistas: ele ajudou a salvar o Império Habsburgo da conquista francesa; quebrou o impulso ocidental dos otomanos, libertando partes da Europa após um século e meio de ocupação turca; e foi um dos grandes patronos das artes, cujo legado construtivo ainda hoje pode ser visto em Viena. Eugênio morreu durante o sono em sua casa em 21 de abril de 1736, aos 72 anos de idade.

## Início da vida (1663-99)

### Hôtel de Soissons

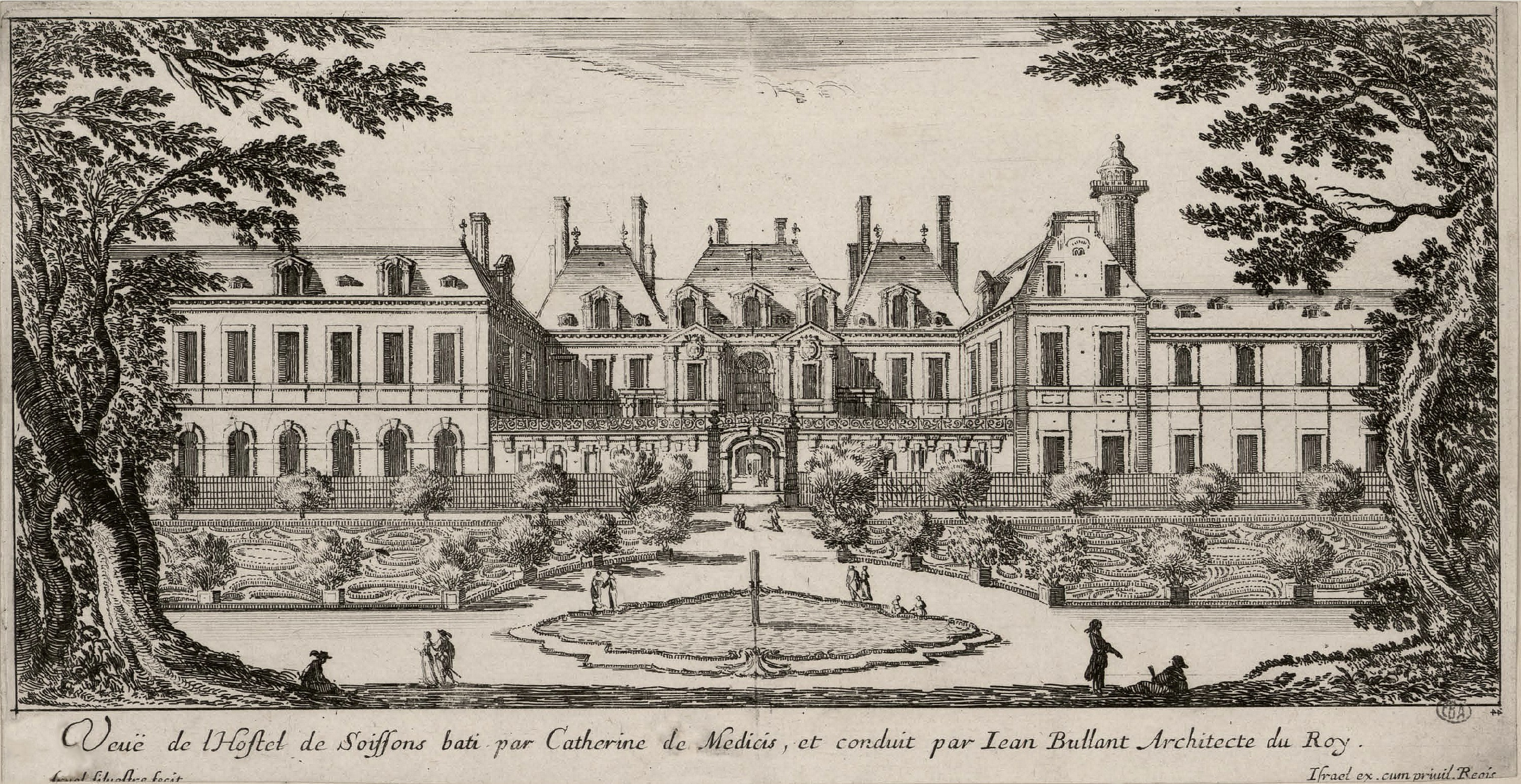
Hôtel de Soissons, local de nascimento de Eugênio. Gravura de Israel Silvestre c. 1650.

O Príncipe Eugênio nasceu no Hôtel de Soissons, em Paris, no dia 18 de outubro de 1663. Sua mãe, Olímpia Mancini, era uma das sobrinhas do Cardeal Mazarino que ele havia trazido de Roma para Paris em 1647. Os Mancinis foram criados no Palais Royal juntamente com o jovem Luís XIV, com quem Olímpia formou uma relação íntima. No entanto, para sua grande decepção, sua tentativa de se tornar rainha fracassou, e em 1657, ela casou-se com Eugénio Maurício, Conde de Soissons. Juntos eles tiveram cinco filhos (sendo Eugênio o mais novo) e três filhas, mas nenhum dos pais passou muito tempo com os filhos: seu pai, um soldado francês, passou grande parte de seu tempo fora fazendo campanha, enquanto a paixão de Olímpia pela intriga da corte significava que os filhos recebiam pouca atenção dela.
O Rei permaneceu fortemente ligado a Olímpia, tanto que muitos acreditavam que eles eram amantes; mas seus esquemas acabaram levando à sua queda. Depois de cair em desgraça na corte, Olímpia recorreu a Catherine Deshayes (conhecida como La Voisin), e as artes da magia negra e da astrologia. Foi uma relação fatal. Envolvida no caso dos venenos, as suspeitas agora abundavam de seu envolvimento na morte prematura de seu marido em 1673, e até a implicaram numa conspiração para matar o próprio Rei. Qualquer que seja a verdade, Olímpia, em vez de enfrentar um julgamento, fugiu posteriormente da França para Bruxelas, em janeiro de 1680, deixando Eugênio e os seus irmãos aos cuidados da cunhada Luísa de Saboia e da sogra, Maria de Bourbon.
Desde os dez anos de idade, Eugênio foi educado para uma carreira na igreja; uma escolha pessoal do Rei, baseando-se no porte físico do príncipe. Certamente sua aparência não era impressionante - "Ele nunca foi bonito..." escreveu a Duquesa de Orleães, "É verdade que seus olhos não são feios, mas seu nariz arruína seu rosto; ele tem dois dentes grandes que são visíveis em todos os momentos".
Em fevereiro de 1683, para surpresa de sua família, Eugênio declarou sua intenção de se alistar no exército. Agora com 19 anos, ele pediu diretamente a Luís XIV o comando de uma companhia no serviço francês, mas o Rei, que não se compadeceu dos filhos de Olímpia desde que sua desgraça, o afastou do serviço militar. "O pedido foi modesto, não foi assim com o peticionário", comentou. "Ninguém mais me olhou tão insolentemente". A escolha de Luís XIV lhe custaria caro vinte anos depois, pois seria precisamente Eugênio, em colaboração com o Duque de Marlborough, que derrotaria o exército francês em Blenheim, uma batalha decisiva que questionaria a supremacia militar francesa.
Negada uma carreira militar na França, ele decidiu buscar o serviço no exterior. Um dos irmãos de Eugênio, Louis Julius, havia entrado no serviço imperial no ano anterior, mas havia sido imediatamente morto combatendo os turcos otomanos em 1683. Quando a notícia de sua morte chegou a Paris, Eugênio decidiu viajar para a Áustria, na esperança de assumir o lugar de seu irmão. Não foi uma decisão antinatural: seu primo, Luís de Baden-Baden, já era um general líder no exército Imperial, assim como um primo mais distante, Maximiliano II Emanuel, Eleitor da Baviera. Na noite de 26 de julho de 1683, ele deixou Paris e seguiu para o leste.

### Grande Guerra Turca
Artigo principal: Grande Guerra Turca

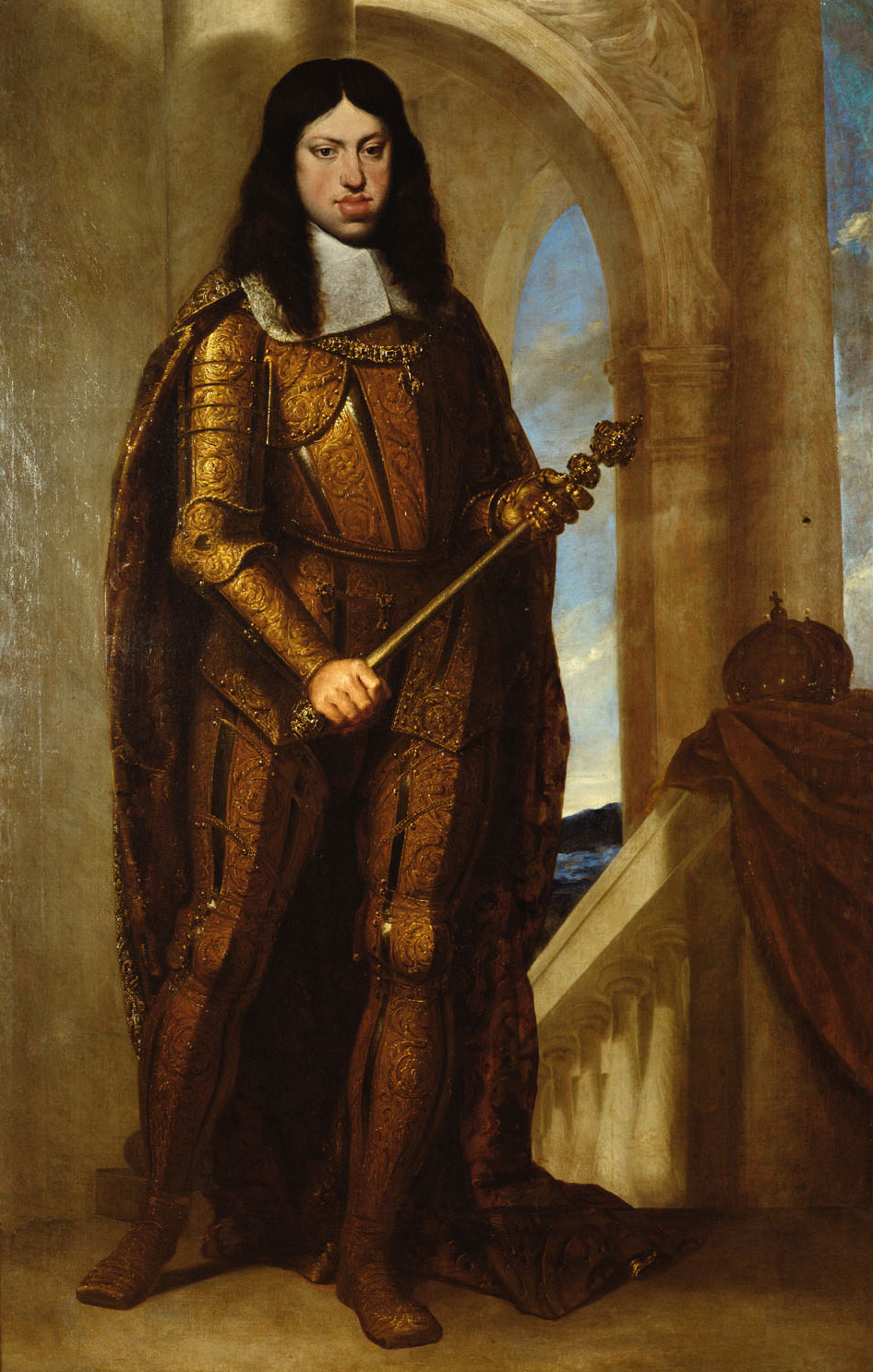
O Sacro Imperador Romano Leopoldo I, pintura atribuída a Pietro Liberi.

Em maio de 1683, a ameaça otomana à capital do Imperador Leopoldo I, Viena, tornou-se preocupante. O Grande Vizir, Kara Mustafá Paşa, encorajado pela rebelião de Imre Thököly, invadiu a Hungria com cerca de 100 mil-200 mil homens; em dois meses, aproximadamente 90 000 estavam sob as muralhas de Viena. Com os "turcos às portas", o imperador fugiu para o refúgio seguro de Passau no Danúbio, a parte mais distante e segura de seu domínio. Foi no acampamento de Leopoldo I que Eugênio chegou em meados de agosto.
Embora não fosse de origem austríaca, ele tinha antecedentes Habsburgos. Seu avô, Tomás Francisco, fundador da linha Carignano da Casa de Saboia, era filho de Catarina Micaela, que por sua vez era filha de Filipe II da Espanha, e bisneto do Imperador Carlos V. Porém o fato mais determinante para a ascensão de Eugênio como comandante foi seu parentesco com Vítor Amadeu, o Duque de Saboia, que era seu primo em segundo grau. O Imperador esperava que essa conexão com o Duque pudesse ser útil em qualquer confronto futuro com a França. Esses laços, juntamente com sua forma e aparência ascética (uma vantagem positiva para ele na sombria corte de Leopoldo I), garantiram ao refugiado do odiado rei francês um caloroso acolhimento em Passau, e uma posição no serviço imperial. Embora o francês fosse sua língua favorita, ele se comunicava com Leopoldo em italiano, pois o Imperador (embora o conhecesse perfeitamente) não gostava do francês. Mas Eugênio também tinha um razoável domínio do alemão, que ele entendia muito facilmente, algo que o ajudava muito no serviço militar.
Eugênio não tinha dúvidas de que seria leal a seu novo soberano: "dedicarei todas as minhas forças, toda a minha coragem e, se necessário, minha última gota de sangue, ao serviço de Vossa Majestade Imperial". Em setembro, as forças imperiais sob o Duque de Lorena, juntamente com um poderoso exército polonês sob o rei João III Sobieski, estavam prontas para atacar o exército do Sultão. Na manhã do dia 12 de setembro, as forças cristãs se prepararam em linha de batalha nas encostas sudeste do Bosque de Viena, olhando para o campo inimigo maciço. A batalha de Viena, que durou um dia, resultou no levantamento do cerco de 60 dias, e as forças do Sultão bateram em retirada. Servindo sob Baden, Eugênio se destacou na batalha, recebendo elogios de Lorena e do Imperador; mais tarde recebeu a indicação para coronel do Regimento de Dragões Kufstein.

#### Liga Santa dos Balcãs

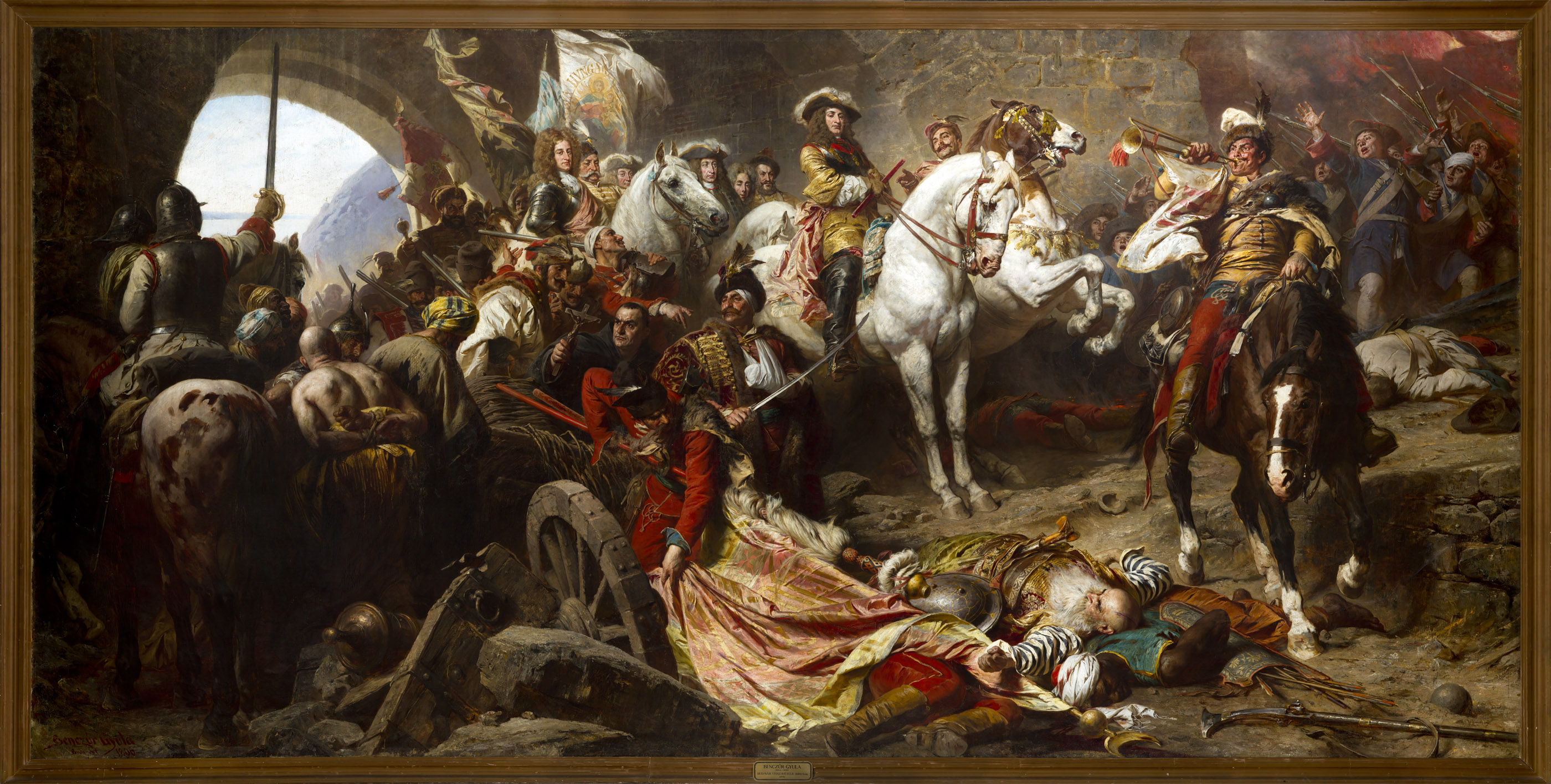
A Recaptura do Castelo de Buda em 1686 por Gyula Benczúr.

Em março de 1684, Leopoldo I formou uma Liga Santa com a Polônia e Veneza para combater a ameaça otomana. Nos dois anos seguintes, Eugênio continuou a atuar com distinção na campanha e se estabeleceu como um soldado dedicado e profissional; no final de 1685, ainda com apenas 22 anos de idade, foi nomeado Major-General. No entanto, pouco se sabe sobre sua vida durante essas primeiras campanhas. Observadores contemporâneos fazem apenas comentários passageiros de suas ações, e sua própria correspondência sobrevivente, em grande parte para seu primo Victor Amadeu, é tipicamente reticente sobre seus próprios sentimentos e experiências. No entanto, é sabido que Baden ficou impressionado com as qualidades do jovem soldado- "Este rapaz ocupará, com o tempo, o lugar daqueles que o mundo considera como grandes líderes de exércitos".
Em junho de 1686, o Duque de Lorena sitiou Buda (Budapeste), o centro da ocupação otomana na Hungria. Depois de resistir durante 78 dias, a cidade caiu em 2 de setembro, e a resistência turca desapareceu na Hungria, até mesmo nos territórios distantes da Transilvânia e a Sérvia. Seguiu-se o sucesso em 1687, onde, comandando uma brigada de cavalaria, Eugênio deu uma importante contribuição para a vitória na Batalha de Mohács, em 12 de agosto. A derrota turca foi tão avassaladora que o exército otomano se amotinou, tendo a revolta se espalhado para Constantinopla. O Grande Vizir, Kara Mustafá, foi executado e o Sultão Maomé IV, foi deposto. Mais uma vez, a coragem de Eugênio lhe valeu o reconhecimento de seus superiores, que lhe concederam a honra de transmitir pessoalmente a notícia da vitória ao Imperador em Viena. Por seus serviços, Eugênio foi promovido a tenente-general em novembro de 1687. Ele também estava ganhando maior reconhecimento. O rei Carlos II da Espanha lhe outorgou a Ordem do Tosão de Ouro, enquanto seu primo, Victor Amadeus, lhe proporcionou dinheiro e duas abadias lucrativas no Piemonte. No entanto, a carreira militar de Eugênio sofreu um revés temporário em 1688, quando, em 6 de setembro, o príncipe sofreu uma ferida grave no joelho causada por uma bala de mosquete durante o cerco de Belgrado. Foi somente em janeiro de 1689 que ele pôde voltar ao serviço ativo.

#### Interlúdio no oeste: Guerra dos Nove Anos
Artigo principal: Guerra dos Nove Anos

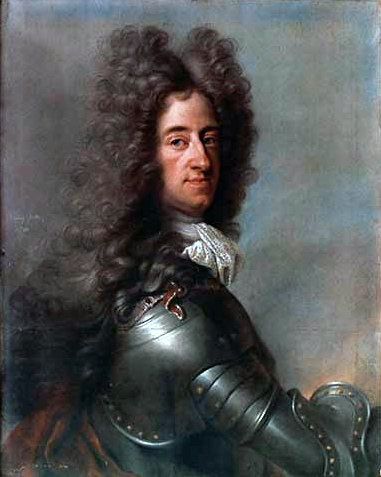
Maximiliano Emanuel (1662-1726), de Joseph Vivien. O Eleitor da Baviera foi mentor de Eugênio antes de se tornar seu oponente na Guerra da Sucessão Espanhola.

Assim como Belgrado estava caindo para as forças Imperiais sob Maximiliano Emanuel no leste, as tropas francesas no oeste estavam atravessando o Reno entrando no Sacro Império Romano. Luís XIV esperava que uma demonstração de força levasse a uma rápida resolução de suas disputas dinásticas e territoriais com os príncipes do Império ao longo de sua fronteira oriental, mas seus movimentos intimidatórios só fortaleceram a resposta alemã, e em maio de 1689, Leopoldo I e os holandeses assinaram um pacto ofensivo com o objetivo de repelir a agressão francesa.
A Guerra dos Nove Anos foi profissional e pessoalmente frustrante para o Príncipe. Inicialmente, lutou no Reno com Maximiliano Emanuel, (tendo recebido uma leve ferida na cabeça no Cerco de Mainz em 1689) porém se transferiu para o Piemonte depois que Vítor Amadeu entrou para a Aliança contra a França em 1690. Promovido a general de cavalaria, ele chegou a Turim com seu amigo, o Príncipe de Commercy; mas isso se revelou um início pouco auspicioso. Contra o conselho de Eugênio, Amadeu insistiu em engajar os franceses em Staffarda e sofreu uma séria derrota, tendo somente a habilidade de Eugênio salvado o exército do primo do completo desastre. O Príncipe permaneceu sem se impressionar com os homens e seus comandantes durante toda a guerra na Itália. "O inimigo teria sido vencido há muito tempo - escreveu ele a Viena - se todos tivessem cumprido o seu dever. Assim, desprezando o comandante imperial, o Conde de Caraffa, ele ameaçou deixar o serviço imperial.
Em Viena, a atitude de Eugênio foi descartada como a arrogância de um jovem arrivista, mas tão impressionado ficou o Imperador pela sua paixão pela causa imperial, que o promoveu a Marechal de Campo em 1693. Quando o substituto de Caraffa, o Conde de Caprara, foi transferido em 1694, parecia que a chance de comando e ação decisiva de Eugênio finalmente havia chegado. Mas Amadeu, duvidoso da vitória e agora mais temeroso da influência dos Habsburgos na Itália do que dos franceses, havia iniciado negociações secretas com Luís XIV com o objetivo de se eximir da guerra. Em 1696, o acordo estava feito, e Vítor Amadeu transferiu suas tropas e sua lealdade para o inimigo. Eugênio nunca mais confiaria plenamente em seu primo; embora continuasse a prestar a devida reverência ao Duque como chefe de família, seu relacionamento com ele permaneceria tenso para sempre.
As honras militares na Itália sem dúvida pertenciam ao comandante francês Marechal Catinat, mas Eugênio, o general Aliado determinado na ação e nos resultados decisivos, saiu da Guerra dos Nove Anos com uma reputação reforçada. Com a assinatura do Tratado de Ryswick em setembro/outubro de 1697, a guerra no Ocidente chegou finalmente a um fim inconclusivo, e Leopoldo I pôde mais uma vez dedicar todas as suas energias marciais para derrotar os turcos otomanos no Oriente.

#### Zenta
Artigo principal: Batalha de Zenta

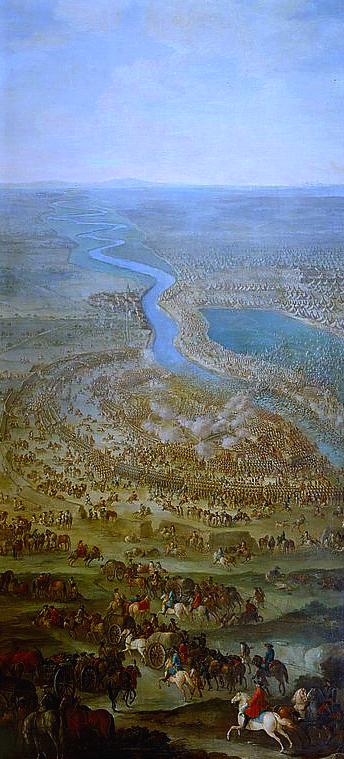
A batalha de Zenta, por Jacques Parrocel.

As distrações da guerra contra Luís XIV haviam permitido aos turcos recapturar Belgrado em 1690. Em agosto de 1691, os austríacos, sob Luís de Baden, recuperaram a vantagem ao derrotar fortemente os turcos na Batalha de Slankamen no Danúbio, assegurando mais uma vez o controle Habsburgo da Hungria e da Transilvânia. No entanto, quando Baden foi transferido para o oeste para combater os franceses em 1692, seus sucessores, primeiro Caprara, depois de 1696, Frederico Augusto, o Eleitor da Saxônia, mostraram-se incapazes de dar o golpe final. A conselho do Presidente do Conselho da Guerra Imperial, Rüdiger Starhemberg, Eugênio recebeu o comando supremo das forças imperiais em abril de 1697. Este foi o primeiro comando verdadeiramente independente do Príncipe, já não precisaria mais sofrer sob o generalismo excessivamente cauteloso de Caprara e Caraffa, ou ser frustrado pelos desvios de Vítor Amadeu. Porém, ao analisar seu exército, encontrou-o num estado de "indescritível miséria". Confiante e seguro de si, ele (habilmente auxiliado por Commercy e Guido Starhemberg) se propôs a restaurar a ordem e a disciplina.
Leopoldo I tinha avisado Eugênio para agir cautelosamente, mas quando o comandante imperial soube do avanço do Sultão Mustafá II na Transilvânia, ele abandonou todas as ideias de uma campanha defensiva e se moveu para interceptar os turcos quando eles atravessavam o rio Tisza em Zenta, em 11 de setembro de 1697. Na tarde do dia anterior ao ataque do Exército Imperial, a cavalaria turca já havia atravessado o rio e Eugênio decidiu atacar imediatamente, organizando seus homens em meia-lua. O vigor do ataque gerou terror e confusão entre os turcos, e ao cair da noite, a batalha foi ganha. Pela perda de cerca de 2 mil mortos e feridos, Eugênio havia infligido aproximadamente 25 mil baixas em seu inimigo, aniquilando o exército turco e matando inclusive o Grande Vizir Elmas Mehmed Pasha. Embora os otomanos não tivessem organização e treinamento ocidentais, o príncipe Saboia havia revelado sua habilidade tática, sua capacidade de decisão ousada e sua habilidade de inspirar seus homens a se destacarem na batalha contra um inimigo perigoso.

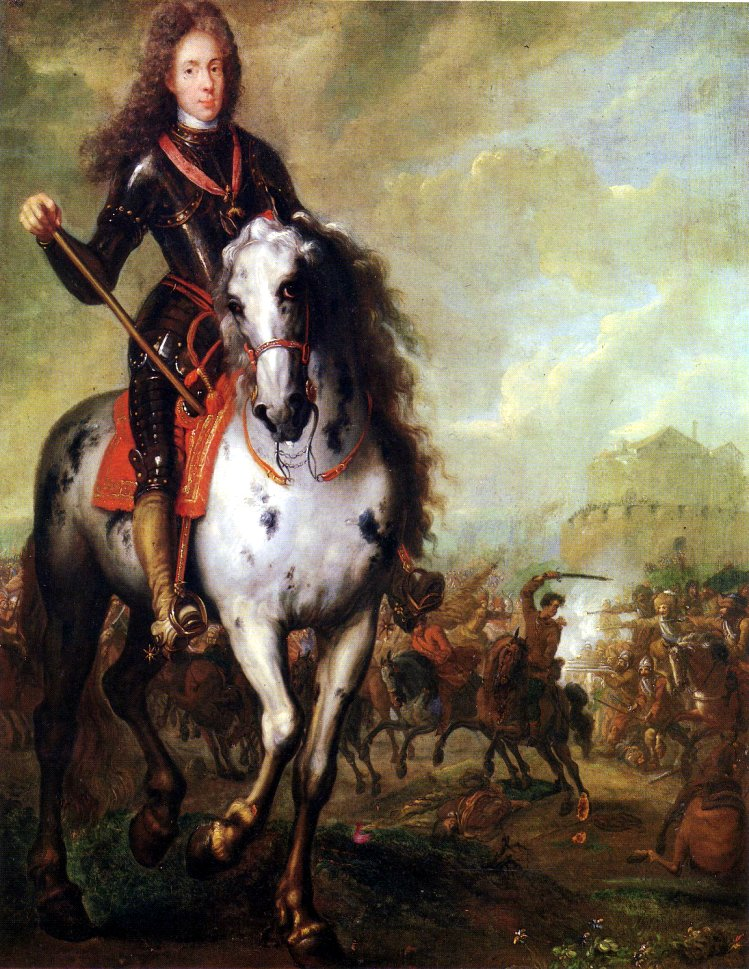
Retrato do Príncipe Eugênio de Saboia (1663–1736) c. 1700. Escola Flamenga.

Depois de um breve medo do terror na Bósnia, que culminou no saqueio de Sarajevo, Eugênio retornou a Viena em novembro para uma recepção triunfal. Sua vitória em Zenta o transformou em um herói europeu, e com a vitória veio a recompensa. A terra na Hungria, dada pelo imperador, rendia uma boa renda, permitindo ao príncipe cultivar seus gostos recém-adquiridos na arte e na arquitetura; mas por toda sua nova riqueza e propriedade, ele estava, no entanto, sem laços pessoais ou compromissos familiares. De seus quatro irmãos, apenas um ainda estava vivo nessa época. Seu quarto irmão, Emanuel, tinha morrido aos 14 anos em 1676; seu terceiro, Louis Julius (já mencionado) tinha morrido no serviço ativo em 1683, e seu segundo irmão, Felipe, morreu de varíola em 1693. O restante o irmão, Luís Tomás, ostracizado por ter incorrido no desprazer de Louis XIV, viajou pela Europa em busca de uma carreira, antes de chegar a Viena, em 1699. Com a ajuda de Eugênio, Luís encontrou emprego no exército Imperial, só para ser morto em ação contra os franceses, em 1702. Das irmãs do Príncipe, a mais nova tinha morrido na infância. As outras duas, Marie Jeanne-Baptiste e Luísa Felisberta, levaram vidas dissolutas. Expulsa da França, Marie se juntou à mãe em Bruxelas, antes de fugir com um padre renegado para Genebra, vivendo com ele até sua morte prematura em 1705. De Luísa, pouco se sabe depois de sua precoce vida obscena em Paris, mas no devido tempo, ela viveu por um tempo em um convento em Saboia, antes de sua morte, em 1726.
A Batalha de Zenta provou ser a vitória decisiva na longa guerra contra os turcos. Com os interesses de Leopoldo I agora concentrados na Espanha e a iminente morte de Carlos II, o Imperador terminou o conflito com o Sultão e assinou o Tratado de Karlowitz em 26 de janeiro de 1699.

## Meia-idade (1700-20)

### Guerra de Sucessão Espanhola
Artigo principal: Guerra de Sucessão Espanhola

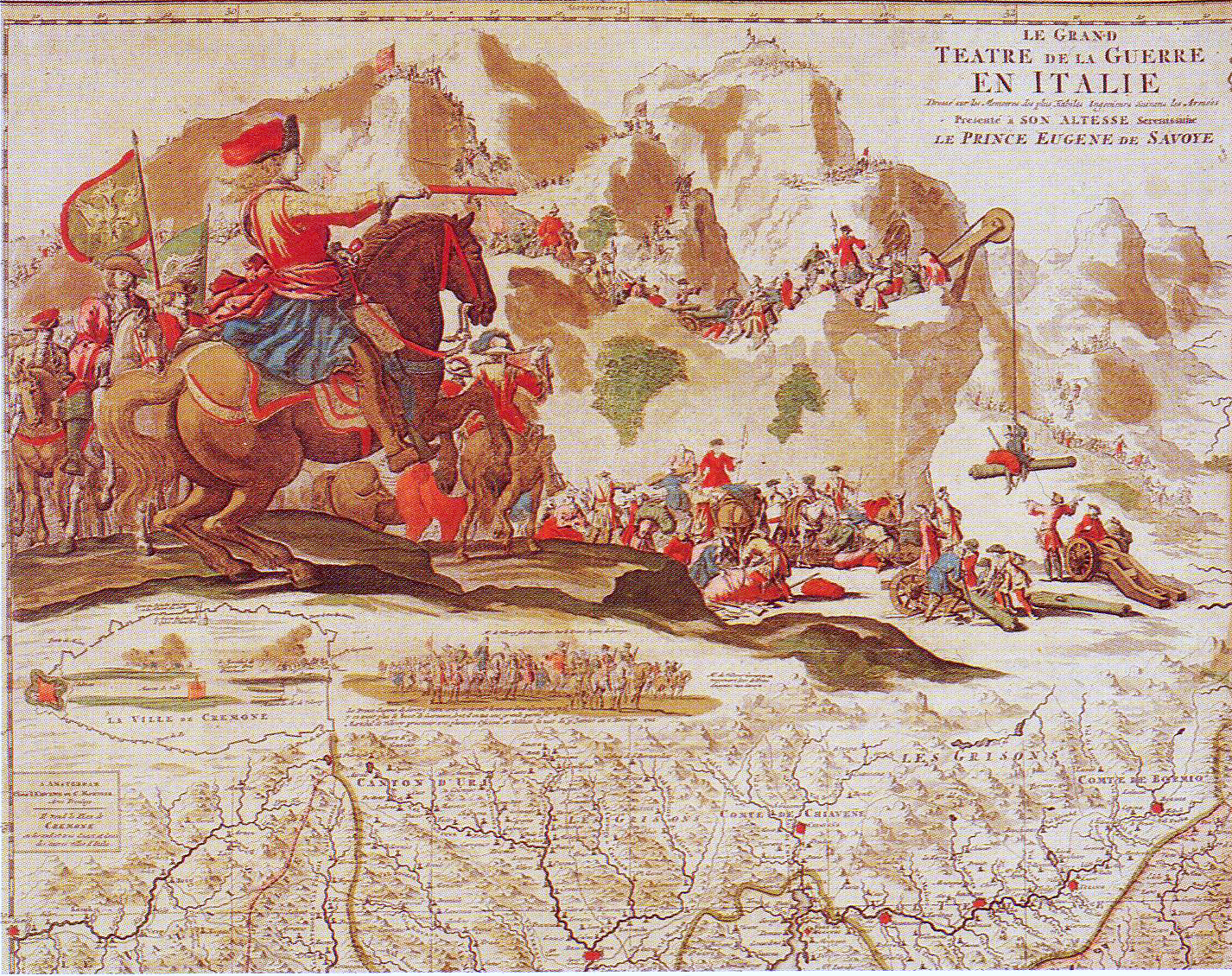
O Príncipe Eugênio atravessando os Alpes, 1701. Gravura em chapa de cobre colorida.

Com a morte do enfermo e sem filhos Carlos II da Espanha em 1 de novembro de 1700, a sucessão do trono espanhol e posterior controle sobre o seu império, mais uma vez levou guerra a Europa, a Guerra da Sucessão Espanhola. Em seu leito de morte Carlos II havia legado toda a herança espanhola ao neto de Luís XIV, Felipe, Duque de Anjou. Isto ameaçou unir os reinos espanhol e francês sob a Casa de Bourbon, algo inaceitável para a Inglaterra, a República Holandesa e Leopoldo I, que tinha ele próprio uma reivindicação ao trono espanhol, já que era neto de Filipe III por via materna. Desde o início, o Imperador recusou-se a aceitar a vontade de Carlos II, e não esperou que a Inglaterra e a República Holandesa iniciassem hostilidades. Antes que uma nova Grande Aliança pudesse ser concluída, Leopoldo I preparou-se para enviar uma expedição para confiscar as terras espanholas na Itália.
Eugênio cruzou os Alpes com cerca de 30 mil homens em maio/junho de 1701. Após uma série de manobras brilhantes, o comandante Imperial derrotou Catinat na Batalha de Carpi, em 9 de julho. "Eu te avisei que você está lidando com um jovem príncipe empreendedor", escreveu Luís XIV ao seu comandante, "ele não se prende às regras da guerra". No dia 1 de setembro Eugênio derrotou o sucessor de Catinat, o Marechal Villeroi, na Batalha de Chiari, em um confronto tão destrutivo quanto qualquer outro na frente italiana". Mas como tantas vezes ao longo de sua carreira o Príncipe enfrentou a guerra em duas frentes, o inimigo no campo e o governo em Viena. Com falta de mantimentos, dinheiro e homens, Eugênio foi forçado a meios não convencionais contra um inimigo imensamente superior. Durante um ousado ataque a Cremona, na noite de 31 de janeiro/1 de fevereiro de 1702, Eugênio capturou o comandante-chefe francês. Mas o golpe foi menos bem sucedido do que se esperava: Cremona permaneceu em mãos francesas, e o Duque de Vendôme, cujos talentos ultrapassavam de longe os de Villeroi, tornou-se o novo comandante do teatro. A captura de Villeroi causou uma sensação na Europa, e teve um efeito galvanizador na opinião pública inglesa. "A surpresa de Cremona", escreveu o diarista John Evelyn, "... foi o discurso gritante desta semana"; mas os apelos de socorro de Viena não foram atendidos, forçando Eugênio a buscar a batalha e ganhar um 'golpe de sorte'. A Batalha de Luzzara, em 15 de agosto, foi inconclusiva. Embora as forças de Eugênio tenham infligido o dobro do número de baixas aos franceses, a batalha pouco se resolveu, exceto para dissuadir Vendôme de tentar um ataque total às forças Imperiais naquele ano, permitindo que o exército austríaco montasse um quartel no sul dos Alpes. Com seu exército apodrecendo, e de luto pessoal por seu amigo de longa data, o Príncipe de Commercy, morto em Luzzara, Eugênio retornou a Viena em janeiro de 1703.

#### Presidente do Conselho da Guerra Imperial
A reputação de Eugênio estava crescendo (Cremona e Luzzara haviam sido comemoradas como vitórias em todas as capitais Aliadas), mas devido à condição e ao moral de suas tropas, a campanha de 1702 não havia sido um sucesso. A própria Áustria enfrentava agora a ameaça direta de invasão do outro lado da fronteira, na Baviera, onde o eleitor, Maximiliano Emanuel, havia se declarado aliado da França. Enquanto isso, na Hungria, uma pequena revolta havia estalado em maio e estava rapidamente ganhando força. Com a monarquia no ponto de completa ruptura financeira, Leopoldo I foi finalmente persuadido a mudar o governo. No final de junho de 1703 Gundaker Starhemberg substituiu Gotthard Salaburg como presidente do Tesouro, e o príncipe Eugênio sucedeu a Henry Mansfeld como o novo presidente do Conselho da Guerra Imperial (Hofkriegsratspräsident).
Como chefe do conselho de guerra, Eugênio fazia agora parte do círculo interno do Imperador e foi o primeiro presidente desde Raimondo Montecuccoli a permanecer como comandante ativo. Medidas imediatas foram tomadas para melhorar a eficiência dentro do exército: incentivo e, quando possível, dinheiro foi enviado aos comandantes no campo; promoção e honras foram distribuídas de acordo com o serviço e não com a influência; e a disciplina melhorou. Mas a monarquia austríaca enfrentou graves perigos em várias frentes em 1703: em junho o Duque de Villars havia reforçado o Eleitor da Baviera no Danúbio, representando assim uma ameaça direta a Viena, enquanto Vendôme permaneceu à frente de um grande exército no norte da Itália, opondo-se à fraca força Imperial de Guido Starhemberg. De igual alarme foi a revolta de Francisco II Rákóczi que, no final do ano, chegou até a Morávia e a Baixa Áustria.

#### Blenheim

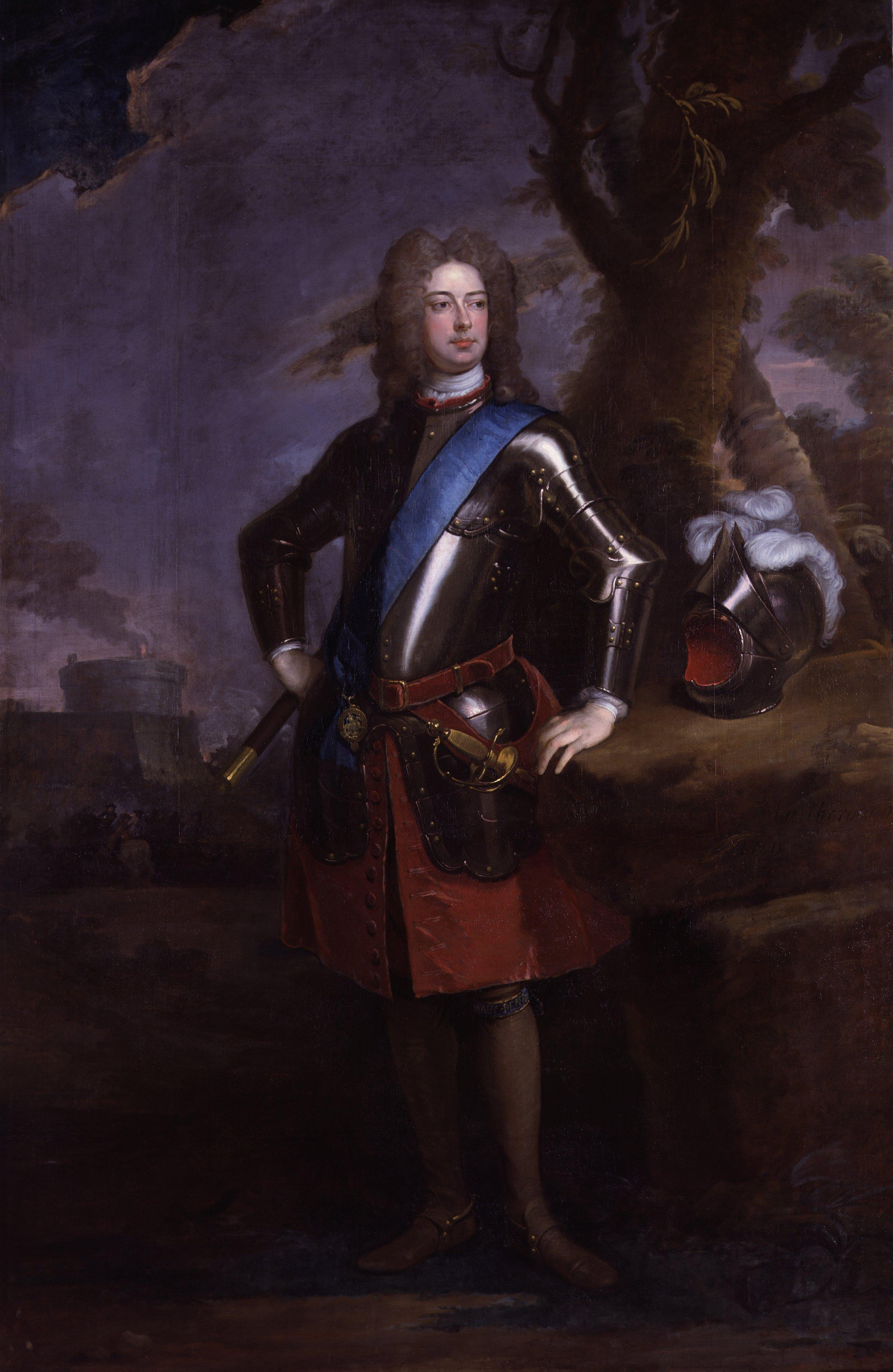
John Churchill, 1.º Duque de Marlborough, um dos maiores gênios militares do século XVIII e um ancestral do ex-primeiro ministro inglês Winston Churchill.

A dissensão entre Villars e o Eleitor da Baviera havia impedido um ataque a Viena em 1703, mas nas cortes de Versalhes e Madri, os ministros anteciparam com confiança a queda da cidade. O embaixador imperial em Londres, o Conde Wratislaw, havia pressionado por uma assistência anglo-holandesa no Danúbio já em fevereiro de 1703, mas a crise no sul da Europa parecia distante da Corte de São Jaime, onde considerações coloniais e comerciais tinham mais prioridade. Apenas um punhado de estadistas na Inglaterra ou na República Holandesa perceberam as verdadeiras implicações do perigo da Áustria; entre eles estava o Capitão-General inglês, o Duque de Marlborough.
No início de 1704 Marlborough tinha decidido marchar para o sul e resgatar a situação no sul da Alemanha e no Danúbio, solicitando pessoalmente a presença de Eugênio em campanha para ter "um defensor de seu zelo e experiência". Os comandantes Aliados reuniram-se pela primeira vez na pequena aldeia de Mundelsheim no dia 10 de junho, e imediatamente construíram uma relação próxima, os dois homens tornaram-se, nas palavras de Thomas Lediard, "constelações gêmeas em glória". Este vínculo profissional e pessoal garantiu apoio mútuo no campo de batalha, possibilitando muitos sucessos durante a Guerra da Sucessão Espanhola. A primeira dessas vitórias, e a mais célebre, veio em 13 de agosto de 1704, na Batalha de Blenheim. Eugênio comandou a ala direita do exército Aliado, segurando as forças superiores do Eleitor da Baviera e do Marechal Marsin, enquanto Marlborough atravessou o centro do Marechal Tallard, infringindo mais de 30 000 baixas. A batalha foi decisiva: Viena foi salva e a Baviera foi eliminada da guerra. Os dois comandantes Aliados foram muito elogiados pelo desempenho um do outro. As decisões de Eugênio, e sua pressão para a ação que levou à batalha, se mostrou crucial para o sucesso dos Aliados.
Na Europa, Blenheim é considerado tanto uma vitória para Eugênio quanto para Marlborough, um sentimento ecoado por Sir Winston Churchill (descendente e biógrafo de Marlborough), que presta homenagem "à glória do príncipe Eugênio, cujo fogo e espírito haviam exortado os maravilhosos esforços de suas tropas". A França enfrentava agora o perigo real de invasão, mas Leopoldo I, em Viena, ainda estava sob grande tensão: A revolta de Rákóczi era uma grande ameaça; e Guido Starhemberg e Vítor Amadeu (que mais uma vez havia trocado de lealdade e voltado à Grande Aliança em 1703) não conseguiram deter os franceses sob Vendôme no norte da Itália. Somente a capital de Amadeu, Turim, se manteve.

#### Turin e Toulon

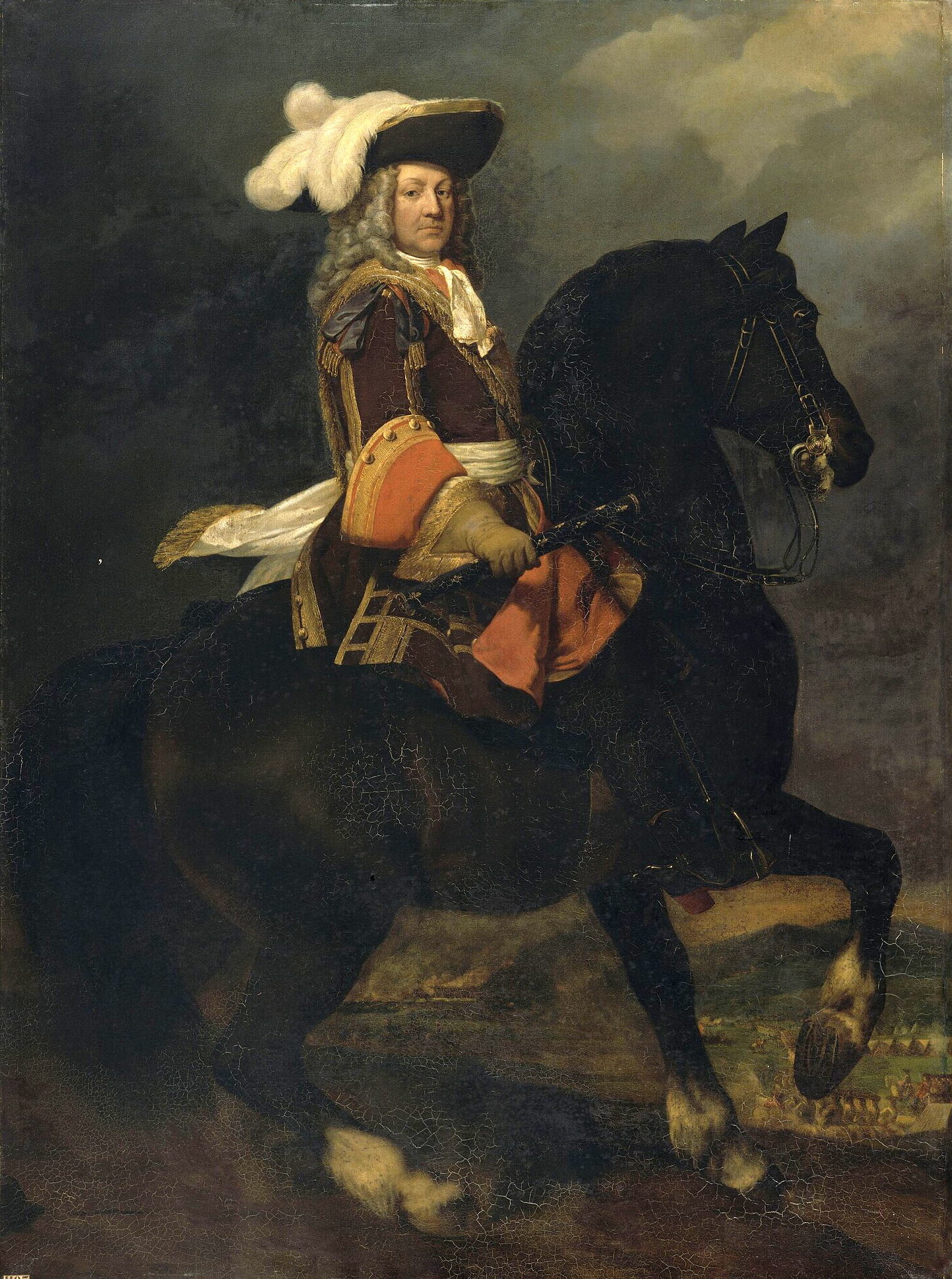
Retrato equestre de Luís José, o Duque de Vendôme. Ele é considerado o comandante francês mais habilidoso durante a Guerra de Sucessão Espanhola, tendo sua principal vitória ocorrido durante a Batalha de Villaviciosa em 1710.

Eugênio retornou à Itália em abril de 1705, mas suas tentativas de ir para o oeste, em direção a Turim, foram frustradas pelas manobras habilidosas de Vendôme. Na falta de barcos e materiais de transição, e com a deserção e a doença dentro de seu exército, o comandante Imperial, em desvantagem numérica, estava desamparado. As garantias de dinheiro e homens de Leopoldo I haviam se mostrado ilusórias, mas os apelos desesperados de Amadeu e as críticas de Viena levaram o príncipe à ação, resultando na sangrenta derrota dos Imperiais na Batalha de Cassano, em 16 de agosto. Entretanto, após a morte de Leopoldo I e a ascensão de José I ao trono imperial em maio de 1705, Eugênio finalmente começou a receber o apoio pessoal que desejava. José I provou ser um forte apoiador da supremacia de Eugênio em assuntos militares; ele era o imperador mais efetivo que o príncipe serviu e aquele sob o qual ele era mais feliz. Prometendo apoio, José I persuadiu Eugênio a retornar à Itália e restaurar a honra dos Habsburgos.
O comandante imperial chegou ao teatro em meados de abril de 1706, bem a tempo de organizar uma retirada ordeira do que restava do exército inferior do Conde de Reventlow após sua derrota por Vendôme na Batalha de Calcinato, em 19 de abril. Vendôme agora se prepara para defender as linhas do rio Adige, determinado a manter Eugênio enclausurado ao leste, enquanto o Marquês de La Feuillade ameaçava Turim. Entretanto, fingindo ataques ao longo do Adige, Eugênio desceu para o sul através do rio Pó em meados de julho, ultrapassando o comandante francês e ganhando uma posição favorável da qual ele poderia finalmente deslocar-se para o oeste em direção ao Piemonte e aliviar a capital de Saboia.
Acontecimentos em outros lugares agora teriam grandes consequências para a guerra na Itália. Com a derrota esmagadora de Villeroi para Marlborough na Batalha de Ramillies no dia 23 de maio, Luís XIV mandou Vendôme para norte, para assumir o comando das forças francesas em Flandres. Foi uma transferência que Saint-Simon considerou como uma libertação para o comandante francês que "agora começava a sentir a improbabilidade do sucesso [na Itália]... para o príncipe Eugênio, com os reforços que se juntaram a ele após a Batalha de Calcinato, tinham mudado completamente a perspectiva naquele teatro de guerra". O duque de Orleães, sob a direção de Marsin, substituiu Vendôme, mas a indecisão e a desordem no acampamento francês levaram à sua anulação. Depois de unir suas forças com Vítor Amadeu em Villastellone, no início de setembro, Eugênio atacou, dominou e derrotou decisivamente as forças francesas que sitiavam Turim em 7 de setembro. Seu sucesso quebrou o domínio francês no norte da Itália, e todo o vale do Pó ficou sob o controle dos Aliados. Eugênio havia conquistado uma vitória devido a atuação de seu colega em Ramillies - "É impossível para mim expressar a alegria que isso me deu;" escreveu Marlborough, "pois eu não só estimo, mas realmente amo o príncipe". Esta gloriosa ação deve trazer a França a um nível tão baixo, que se nossos amigos só pudessem ser persuadidos a continuar a guerra com vigor mais um ano, não podemos deixar de ter, com a bênção de Deus, uma paz tal que nos dê tranquilidade para todos os nossos dias".

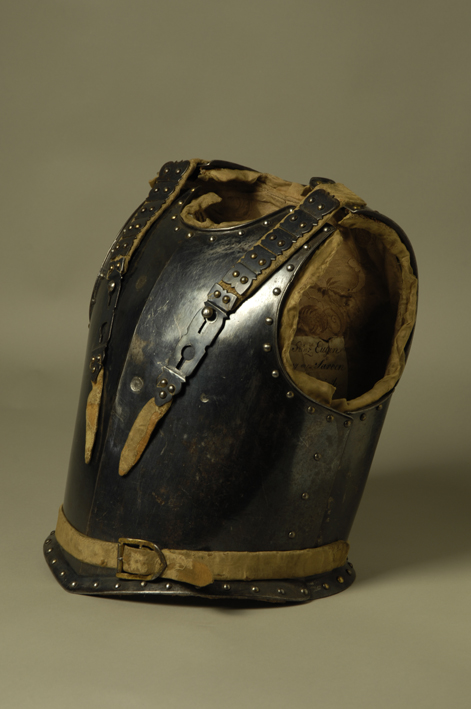
A Couraça utilizada pelo príncipe Eugênio, ainda preservada no Museu de História Militar de Viena.

A vitória imperial na Itália marcou o início do domínio austríaco na Lombardia, e rendeu a Eugênio o cargo de Governador de Milão. Mas no ano seguinte foi uma decepção para o Príncipe e para a Grande Aliança como um todo. O Imperador e Eugênio (cujo principal objetivo depois de Turim era tirar Nápoles e Sicília de Filipe V), relutantemente concordaram com o plano de Marlborough de um ataque a Toulon, a sede do poder naval francês no Mediterrâneo. Entretanto, a desunião entre os comandantes Aliados, Vítor Amadeu, Eugênio e o almirante inglês Shovel, condenou o ataque de Toulon ao fracasso. Embora Eugênio fosse favorável a algum tipo de ataque à fronteira sudeste da França, era claro que ele considerava a expedição impraticável, e não tinha mostrado nenhuma das "alacridades que ele havia demonstrado em outras ocasiões". Reforços franceses substanciais finalmente puseram fim ao ataque, e em 22 de agosto de 1707 o exército Imperial começou sua retirada. A posterior captura de Susa não conseguiu compensar o colapso total da expedição de Toulon e com ela qualquer esperança de uma grande vitória aliada que acabaria com a guerra.

#### Oudenarde e Malplaquet
No início de 1708 Eugênio evitou com sucesso as chamadas para assumir o comando na Espanha (no final Guido Starhemberg foi enviado), permitindo-lhe assim assumir o comando do exército imperial no Mosela e unir-se novamente com Marlborough na Holanda espanhola. Ele (sem o seu exército) chegou ao acampamento Aliado em Assche, a oeste de Bruxelas, no início de julho, dando um impulso bem-vindo ao moral após a queda precoce de Bruges e Gante para os franceses. "... nossos assuntos melhoraram com o apoio de Deus e a ajuda de Eugênio", escreveu o general prussiano Natzmer, "cuja chegada oportuna elevou novamente o espírito do exército e nos consolou". Em 10 de julho, o exército anglo-holandês fez uma marcha forçada para surpreender os franceses, chegando ao rio Escalda no momento em que o inimigo estava cruzando para o norte. A batalha seguinte, em 11 de julho - mais uma ação de contato do que um compromisso de peças-chave - terminou num sucesso retumbante para os Aliados, auxiliado pela dissensão dos dois comandantes franceses. Enquanto Marlborough permaneceu no comando geral, Eugênio liderou o crucial flanco direito e centro. Mais uma vez, os comandantes Aliados haviam cooperado de forma notável. "O príncipe Eugênio e eu", escreveu o Duque, "nunca diferiremos quanto à nossa parte dos louros".
Marlborough agora favoreceu um avanço ousado ao longo da costa para contornar as grandes fortalezas francesas, seguido de uma marcha sobre Paris. Mas com medo de linhas de abastecimento desprotegidas, os holandeses e Eugênio favoreceram uma abordagem mais cautelosa. Marlborough aceitou e resolveu assediar à grande fortaleza de Vauban, Lille. Enquanto o Duque comandava a força de cobertura, Eugênio supervisionava o cerco da cidade que se rendeu em 22 de outubro; no entanto, foi só em 10 de dezembro que o resoluto Marechal Boufflers cedeu a cidadela. Mas por todas as dificuldades do cerco (Eugênio foi gravemente ferido acima do olho esquerdo por uma bola de mosquete, e até sobreviveu a uma tentativa de envenená-lo), a campanha de 1708 havia sido um sucesso notável. Os franceses foram expulsos de quase toda a Holanda espanhola. "Quem não viu isto", escreveu o Príncipe, "não viu nada".

Eugênio retratado por Johann Gottfried Auerbach.

As recentes derrotas, juntamente com o inverno rigoroso de 1708-09, causaram fome extrema e privações na França. Luís XIV estava perto de aceitar os termos Aliados, mas as condições exigidas pelos principais negociadores Aliados, Anthonie Heinsius, Charles Townshend, Marlborough e Eugênio-principalmente que Luís XIV deveria usar suas próprias tropas para forçar FIlipe V a sair do trono espanhol - provou ser inaceitável para os franceses. Nem Eugênio nem Marlborough se opuseram às exigências aliadas na época, mas não queriam que a guerra com a França continuasse, e teriam preferido mais conversações para lidar com a questão espanhola. Mas o rei francês não ofereceu mais propostas. Lamentando o colapso das negociações, e consciente dos caprichos da guerra, Eugênio escreveu ao Imperador em meados de junho de 1709. "Não há dúvida de que a próxima batalha será a maior e mais sangrenta que já foi travada".
Após a queda de Tournai, em 3 de setembro (ela própria um grande empreendimento), os generais Aliados voltaram sua atenção para Mons. O Marechal Villars, recentemente acompanhado por Boufflers, mudou seu exército para o sudoeste da cidade e começou a fortificar sua posição. Marlborough e Eugênio favoreceram um encontro antes que Villars pudesse tornar sua posição inexpugnável; mas eles também concordaram em esperar por reforços de Tournai que só chegaram na noite seguinte, dando assim aos franceses mais uma oportunidade de preparar suas defesas. Apesar das dificuldades do ataque, os generais Aliados não se esqueceram da sua determinação original. A posterior Batalha de Malplaquet, travada em 11 de setembro de 1709, foi o encontro mais sangrento da guerra. No flanco esquerdo, o Príncipe de Orange liderou sua infantaria holandesa em ações desesperadas apenas para que fosse cortado em pedaços; no outro flanco, Eugênio atacou e sofreu quase tão severamente. Mas a pressão constante sobre suas extremidades obrigou Villars a enfraquecer seu centro, permitindo assim a Marlborough avançar e reivindicar a vitória. Villars não conseguiu salvar Mons, que posteriormente capitulou em 21 de outubro, mas sua defesa resoluta em Malplaquet - infligindo até 25% de baixas aos Aliados - pode ter salvo a França da destruição.

#### Campanha final: Eugênio sozinho

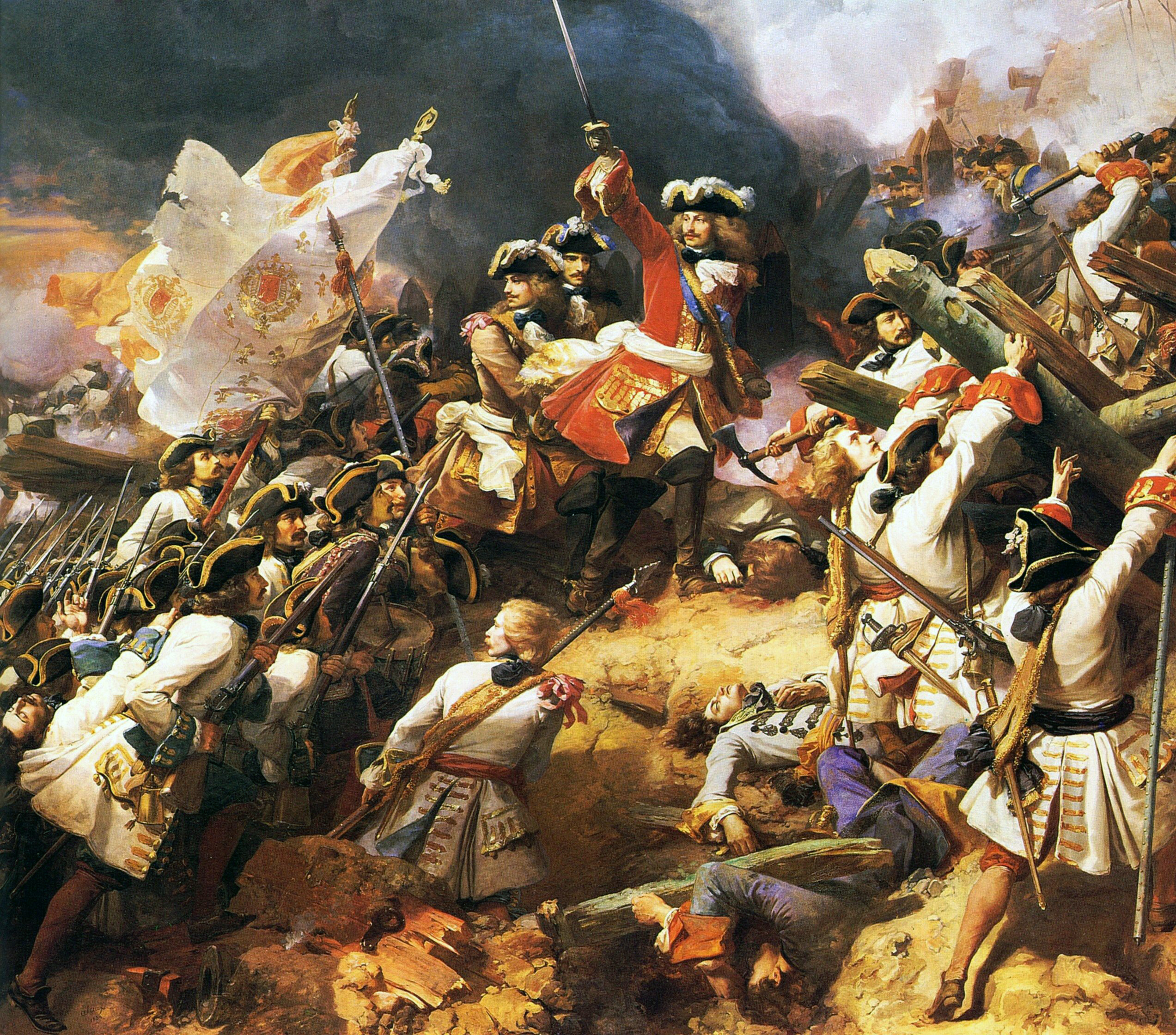
O Marechal Villars liderando o ataque francês na Batalha de Denain. Óleo sobre tela, 1839. (Galerie des Batailles, Palácio de Versalhes) A vitória nessa batalha fortaleceu a posição francesa nas negociações de paz que levariam a assinatura do Tratado de Utreque.

Em agosto de 1709, o principal opositor e crítico político de Eugênio em Viena, o príncipe de Salm, aposentou-se como camareiro da corte. Eugênio e Wratislaw eram agora os líderes indiscutíveis do governo austríaco: todos os principais departamentos de Estado estavam em suas mãos ou de seus aliados políticos. No entanto, outra tentativa de acordo negociado em Geertruidenberg, em abril de 1710, fracassou, em grande parte porque os Whigs ingleses ainda se sentiam suficientemente fortes para recusar concessões, enquanto Luís XIV via poucos motivos para aceitar o que ele havia recusado no ano anterior. Eugênio e Marlborough não puderam ser acusados de estragar as negociações, mas também não lamentaram seu fracasso. Não havia outra alternativa senão continuar a guerra, e em junho os comandantes Aliados capturaram Douai. Este sucesso foi seguido por uma série de pequenos cercos e, no final de 1710, os Aliados já haviam liberado grande parte do anel protetor de fortalezas da França. No entanto, não havia acontecido nenhuma batalha final, decisiva, e este seria o último ano que Eugênio e Marlborough trabalhariam juntos.
Após a morte de José I em 17 de abril de 1711, seu irmão, Carlos, o pretendente ao trono espanhol, tornou-se imperador. Na Inglaterra o novo governo Tory (o "partido da paz" que havia deposto os Whigs em outubro de 1710) declarou sua indisponibilidade para ver Carlos VI tornar-se Imperador e Rei da Espanha ano mesmo tempo, e já havia iniciado negociações secretas com os franceses. Em janeiro de 1712 Eugênio chegou à Inglaterra na esperança de desviar o governo de sua política de paz, mas apesar do sucesso social, a visita foi um fracasso político: A Rainha Ana e seus ministros continuavam determinados a acabar com a guerra, independentemente dos Aliados. Eugênio também tinha chegado tarde demais para salvar Marlborough que, visto pelos conservadores como o principal obstáculo à paz, já havia sido demitido sob acusações de desvio de fundos. Em outro lugar, porém, os austríacos haviam feito alguns progressos, tendo a revolta húngara havia finalmente chegado ao fim. Embora Eugênio tivesse preferido esmagar os rebeldes, o imperador tinha oferecido condições indulgentes, o que levou à assinatura do Tratado de Szatmár, em 30 de abril de 1711.
Na esperança de influenciar a opinião pública na Inglaterra e forçar os franceses a fazer concessões substanciais, Eugênio preparou-se para uma grande campanha. No entanto, em 21 de maio de 1712 - quando os conservadores sentiram que haviam conseguido termos favoráveis com suas conversas unilaterais com os franceses - o Duque de Ormonde (sucessor de Marlborough) recebeu as chamadas "ordens de restrição", proibindo-o de participar de qualquer ação militar. Eugênio tomou a fortaleza de Le Quesnoy no início de julho, antes de sitiar as Landrecies, mas Villars, aproveitando-se da desunião dos Aliados, acabaria derrotando o Príncipe e o conde de Albermarle na guarnição holandesa em Denain, em 24 de julho. Os franceses seguiram a vitória apreendendo a principal sede de abastecimento dos Aliados em Marchiennes, antes de reverterem suas perdas anteriores em Douai, Le Quesnoy e Bouchain. Em um verão, toda a posição do atacante Aliado, laboriosamente construída ao longo dos anos para atuar como trampolim para a França, havia sido precipitadamente abandonada.
Com a morte, em dezembro, de seu amigo e aliado político próximo, o Conde Wratislaw, Eugênio tornou-se indiscutivelmente "primeiro ministro" em Viena. Sua posição foi construída com base em seus sucessos militares, mas seu poder atual foi expresso através de seu papel como presidente do conselho de guerra, e como presidente de fato da conferência que tratou da política externa. Nesta posição de influência, ele assumiu a liderança ao pressionar Carlos VI para firmar a paz. O governo tinha chegado a aceitar que uma nova guerra na Holanda ou Espanha era impossível sem a ajuda das potências marítimas; contudo o Imperador, ainda esperando que de alguma forma ele pudesse se colocar no trono na Espanha, recusou-se a fazer a paz na conferência de Utreque junto com os outros Aliados. Relutantemente, Eugênio preparou-se para outra campanha, mas faltando tropas, finanças e suprimentos, suas perspectivas em 1713 eram pobres. Villars, com números superiores, foi capaz de manter o príncipe adivinhando sua verdadeira intenção. Através de fintas e estratagemas bem sucedidos, Landau caiu para o comandante francês em agosto, seguido em novembro por Friburgo. Eugênio estava relutante em continuar a guerra, e escreveu ao Imperador em junho que uma paz ruim seria melhor do que ser "arruinado igualmente por amigos e inimigos". Com as finanças austríacas exauridas e os estados alemães relutantes em continuar a guerra, Carlos VI foi obrigado a entrar em negociações. Eugênio e Villars (que eram velhos amigos desde as campanhas turcas dos anos 1680) iniciaram conversações no dia 26 de novembro. O príncipe mostrou ser um negociador astuto e determinado, e ganhou termos favoráveis pelo Tratado de Rastatt assinado em 7 de março de 1714 e pelo Tratado de Baden assinado em 7 de setembro de 1714. Apesar da campanha fracassada de 1713, o Príncipe pôde declarar que, "apesar da superioridade militar de nossos inimigos e da deserção de nossos Aliados, as condições de paz serão mais vantajosas e mais gloriosas do que as que teríamos obtido em Utreque".

### Guerra Austro-Turca

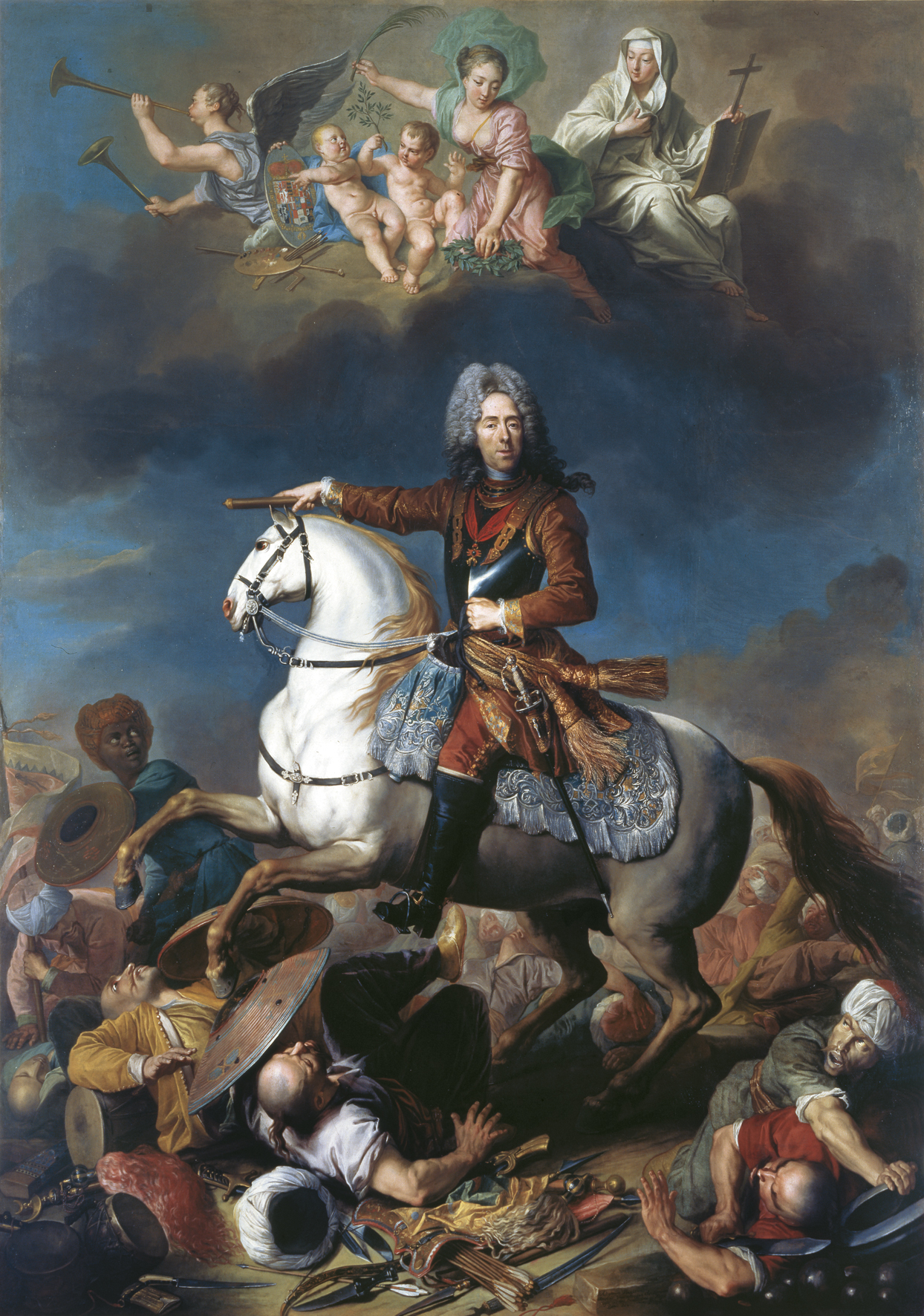
O Príncipe Eugênio durante a Guerra Austro-Turca, por Jacob van Schuppen.

O principal motivo para Eugênio desejar a paz no Ocidente era o perigo crescente que os turcos representavam no Oriente. As ambições militares turcas haviam ressuscitado depois de 1711, quando derrotaram o exército de Pedro, o Grande no rio Prut: em dezembro de 1714 as forças do Sultão Amade III atacaram os venezianos na Moréia. Para Viena ficou claro que os turcos pretendiam atacar a Hungria e desfazer todo o Tratado de Karlowitz de 1699. Depois que a Sublime Porta rejeitou uma oferta de mediação em abril de 1716, Carlos VI despachou Eugênio para a Hungria para liderar um exército relativamente pequeno, mas profissional. De todas as guerras do Príncipe esta foi aquela em que ele exerceu maior controle direto; foi também uma guerra que, em sua maioria, a Áustria lutou e venceu por conta própria.
Eugênio deixou Viena no início de junho de 1716 com um exército de campo entre 80 mil-90 mil homens. No início de agosto de 1716, os turcos otomanos, cerca de 200 mil homens sob o genro do sultão, o Grande Vizir Damat Ali Pasha, marchavam de Belgrado em direção à posição de Eugênio a oeste da fortaleza de Petrovaradin, na margem norte do Danúbio. Após resistir aos apelos de cautela e renunciar a um conselho de guerra, o príncipe decidiu atacar imediatamente na manhã de 5 de agosto com aproximadamente 70 mil homens. Os Janízaros turcos tiveram algum sucesso inicial, mas após um ataque da cavalaria imperial ao seu flanco, as forças de Ali Pasha caíram em confusão. Embora os Imperiais tenham perdido quase 5 mil mortos ou feridos, os turcos, que se retiraram em desordem para Belgrado, parecem ter perdido o dobro dessa quantidade, incluindo o próprio Grande Vizir que havia entrado no mêlée e posteriormente morreu de suas feridas.
Eugênio tomou a fortaleza Banato de Timișoara (Temeswar em alemão) em meados de outubro de 1716 (terminando assim 164 anos de domínio turco), antes de voltar sua atenção para a próxima campanha e para o que ele considerava o objetivo principal da guerra, Belgrado. Situada na confluência dos Rios Danúbio e Sava, Belgrado mantinha uma guarnição de 30 mil homens sob o comando de Mustafá Paxá. Tropas imperiais sitiaram o local em meados de junho de 1717, e no final de julho grandes partes da cidade haviam sido destruídas pelo fogo de artilharia. Nos primeiros dias de agosto, no entanto, um enorme exército de campo turco (150 mil-200 mil homens), sob o novo Grand Vizir, Halil Paxá, tinha chegado ao planalto a leste da cidade para aliviar a guarnição. Notícias se espalharam pela Europa sobre a iminente destruição de Eugênio; mas ele não tinha intenção de levantar o cerco. Com seus homens sofrendo de disenteria, e bombardeio contínuo do planalto, o Príncipe, consciente de que só uma vitória decisiva poderia livrar seu exército, decidiu atacar a força turca. Na manhã de 16 de agosto 40 mil tropas imperiais marcharam através da neblina, pegaram os turcos desprevenidos e atacaram o exército de Halil Paxá; uma semana depois Belgrado se rendeu, trazendo efetivamente o fim da guerra. A vitória foi o ponto alto da carreira militar de Eugênio e o havia confirmado como o principal general europeu. Sua capacidade de conquistar a vitória no momento da derrota havia mostrado o Príncipe no seu melhor.
Os principais objetivos da guerra haviam sido alcançados, e a tarefa que Eugênio havia iniciado em Zenta estava completa. Nos termos do Tratado de Passarowitz, assinado em 21 de julho de 1718, os turcos entregaram o Banato de Temeswar, juntamente com Belgrado e a maior parte da Sérvia, embora tenham recuperado a Moréia dos venezianos. A guerra havia dissipado a ameaça imediata turca à Hungria, e foi um triunfo para o Império e para Eugênio pessoalmente.

### Quádrupla Aliança
Artigo principal: Guerra da Quádrupla Aliança

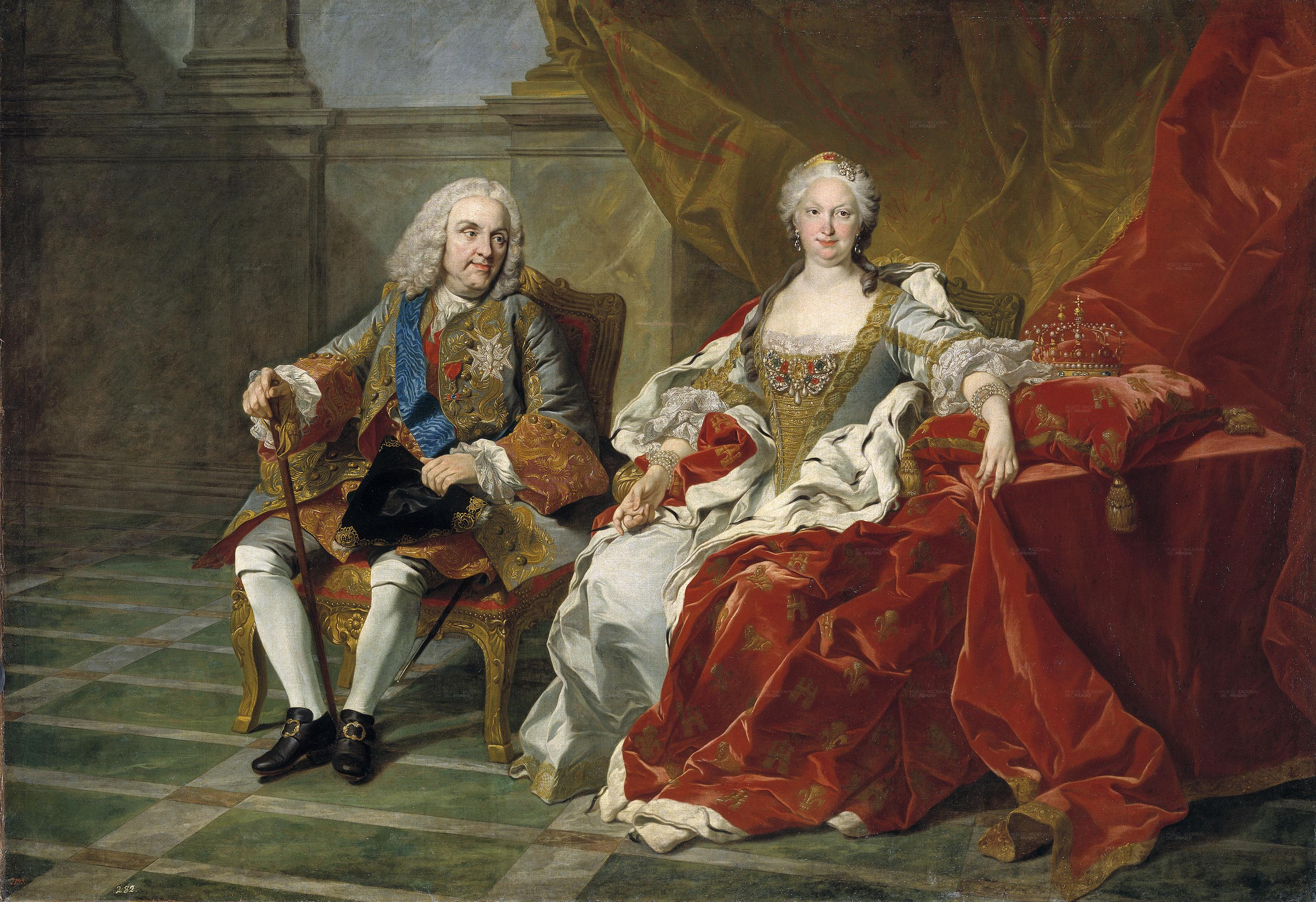
Filipe V da Espanha e sua segunda esposa, Isabel de Farnésio, por Louis-Michel van Loo. Filipe, que sempre tivera ataques súbitos de loucura durante sua vida, piorou consideravelmente a partir de 1717, tendo Isabel exercido o poder em nome do marido. Hoje em dia se acredita que ele tenha sofrido de Transtorno Bipolar.

Enquanto Eugênio lutava contra os turcos no leste, questões não resolvidas após os acordos de Utreque/Rastatt levaram a hostilidades entre o Imperador e Filipe V da Espanha no oeste. Carlos VI recusou-se a reconhecer Filipe V como Rei da Espanha, título que ele próprio reivindicou; em troca, Filipe V recusou-se a renunciar às suas reivindicações a Nápoles, Milão e Holanda, todas elas transferidas para a Casa Habsburgo, após a guerra da Sucessão Espanhola. Filipe V foi despertado por sua influente esposa, Isabel de Farnésio, filha do Príncipe Hereditário de Parma, que pessoalmente detinha reivindicações dinásticas em nome de seu filho, Dom Carlos, aos ducados da Toscana, Parma e Piacenza. Representantes de uma recém-formada aliança anglo-francesa, que desejavam a paz européia para seus próprios títulos dinásticos e oportunidades comerciais, apelaram para que ambas as partes reconhecessem a soberania um do outro. No entanto, Filipe V permaneceu intratável e, em 22 de agosto de 1717, seu ministro-chefe, Alberoni, realizou a invasão da Sardenha austríaca no que parecia ser o início da reconquista do antigo império italiano da Espanha.
Eugênio voltou a Viena de sua recente vitória em Belgrado (antes da conclusão da guerra turca) determinado a evitar uma escalada do conflito, afirmando que, "duas guerras não podem ser travadas com um exército"; apenas relutantemente o Príncipe liberou algumas tropas dos Bálcãs para a campanha italiana. Rejeitando todas as aberturas diplomáticas, Filipe V desencadeou outro ataque em junho de 1718, desta vez contra a Sicília, como preliminar para atacar o continente italiano. Percebendo que apenas a frota britânica poderia impedir novos desembarques espanhóis e que grupos pró-espanhóis na França poderiam empurrar o regente, Filipe II, de Orleães, para a guerra contra a Áustria, Carlos VI não teve outra opção senão assinar a Aliança Quádrupla em 2 de agosto de 1718, e renunciar formalmente à sua reivindicação à Espanha. Apesar da destruição da frota espanhola ao largo do Cabo Passaro, Filipe V e Isabel permaneceram resolutos, e rejeitaram o tratado.
Embora Eugênio pudesse ter ido para o sul após a conclusão da guerra turca, ele escolheu conduzir operações a partir de Viena; mas o esforço militar da Áustria na Sicília provou ser irrisório, e os comandantes escolhidos por Eugênio, Zum Jungen, e mais tarde o Conde de Mercy, tiveram um desempenho ruim. Foi apenas a pressão exercida pelo exército francês avançando para as províncias bascas do norte da Espanha em abril de 1719, e os ataques da Marinha britânica à frota e à navegação espanhola, que obrigaram Filipe V e Isabel a demitir Alberoni e se juntar à Aliança Quádrupla em 25 de janeiro de 1720. No entanto, os atentados espanhóis haviam pressionado o governo de Carlos VI, causando tensão entre o Imperador e seu Conselho Espanhol, por um lado, e a conferência, encabeçada por Eugênio, por outro. Apesar das próprias ambições pessoais de Carlos VI no Mediterrâneo, ficou claro para o Imperador que Eugênio havia colocado a salvaguarda de suas conquistas na Hungria acima de tudo, e que o fracasso militar na Sicília também tinha que repousar sobre o Príncipe. Consequentemente, a influência de Eugênio sobre o Imperador diminuiu consideravelmente.

## Vida posterior (1721-36)

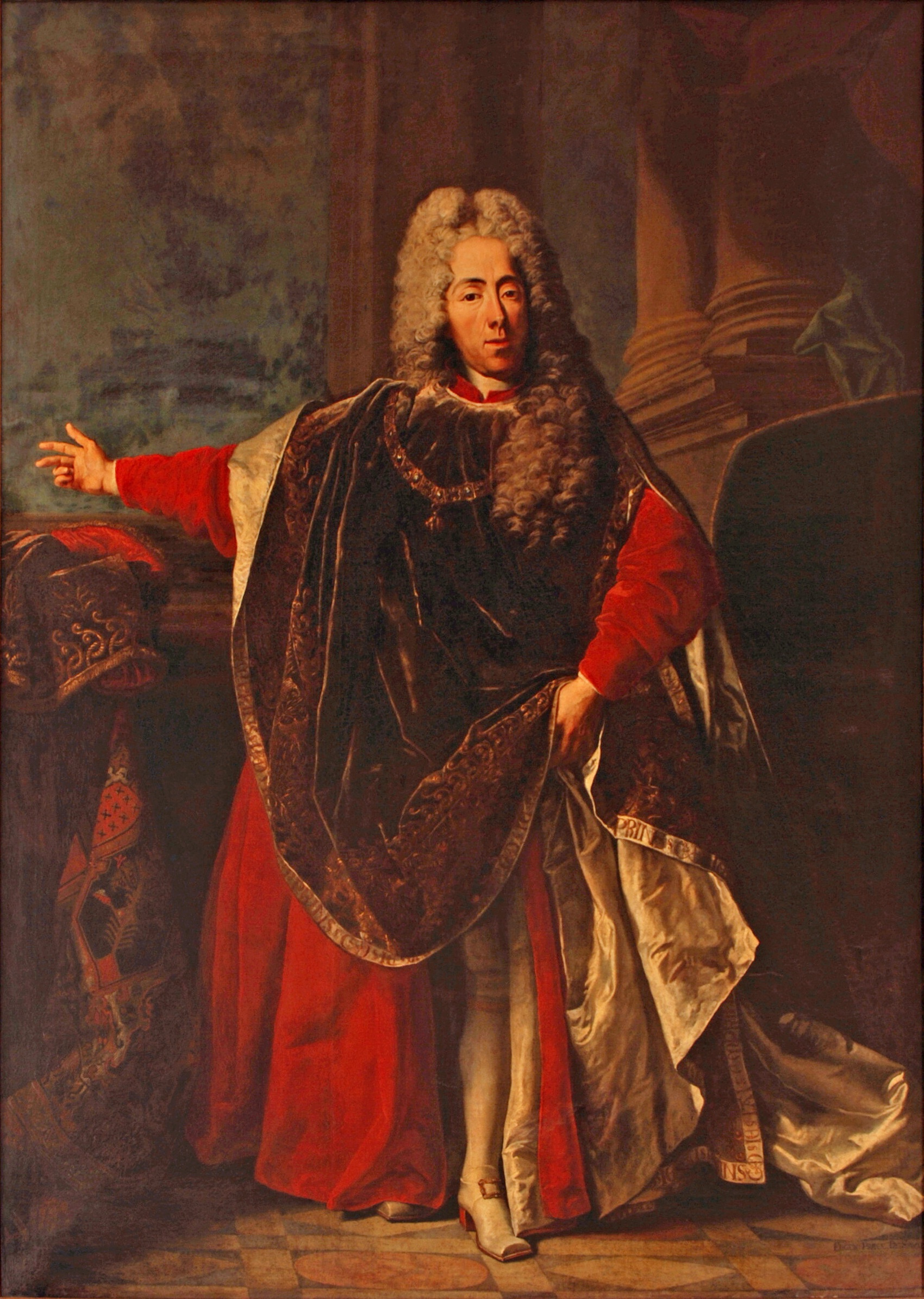
Eugênio de Sabóia na regalia da Ordem do Tosão de Ouro (1663-1736), por Jacob van Schuppen.

### Governador-Geral dos Países baixos austríacos
Eugênio havia se tornado governador dos países baixos austríacos em junho de 1716, mas era um governante ausente, dirigindo a política de Viena através de seu representante escolhido, o Marquês de Prié. Prié provou ser impopular junto à população local e às corporações que, após o Tratado de Barreira de 1715, foram obrigadas a atender às exigências financeiras da administração e das guarnições de fronteira holandesas; com o apoio e incentivo de Eugênio, os distúrbios civis em Antuérpia e Bruxelas foram reprimidos à força. Depois de desagradar ao imperador por sua oposição inicial à formação da Companhia de Ostende, Prié também perdeu o apoio da nobreza nativa de seu próprio Conselho de Estado em Bruxelas, particularmente do Marquês de Mérode-Westerloo. Um dos antigos favoritos de Eugênio, o General Bonneval, também se juntou aos nobres em oposição a Prié, minando ainda mais o Príncipe. Quando o cargo de Prié se tornou insustentável, Eugênio sentiu-se obrigado a renunciar ao seu cargo de governador em 16 de novembro de 1724. Como compensação, Carlos VI lhe conferiu o cargo honorário de vigário geral da Itália, com um salário de 140 mil florins por ano, e uma fazenda em Siebenbrunn, na Baixa Áustria, que valia o dobro dessa quantia. Mas sua demissão o angustiou, e para agravar suas preocupações ele pegou um grave surto de gripe naquele Natal, marcando o início de bronquite permanente e infecções agudas todos os invernos pelos doze anos restantes de sua vida.

### A''Guerra Fria''
Na década de 1720 houve rápidas mudanças nas alianças entre as potências europeias e um confronto diplomático quase constante, em grande parte sobre questões não resolvidas relativas à Quádrupla Aliança. O Imperador e o Rei espanhol continuaram a usar os títulos um do outro, e Carlos VI ainda se recusava a remover os obstáculos legais remanescentes à eventual sucessão de Dom Carlos aos ducados de Parma e da Toscana. No entanto, em uma surpresa, a Espanha e a Áustria se aproximaram com a assinatura do Tratado de Viena em abril/maio de 1725. Em resposta, Grã-Bretanha, França e Prússia se uniram na Aliança de Hanôver para combater o perigo de uma hegemonia austro-espanhola. Durante os três anos seguintes, houve a ameaça contínua de guerra entre as potências do Tratado de Hanôver e o bloco austro-espanhol.

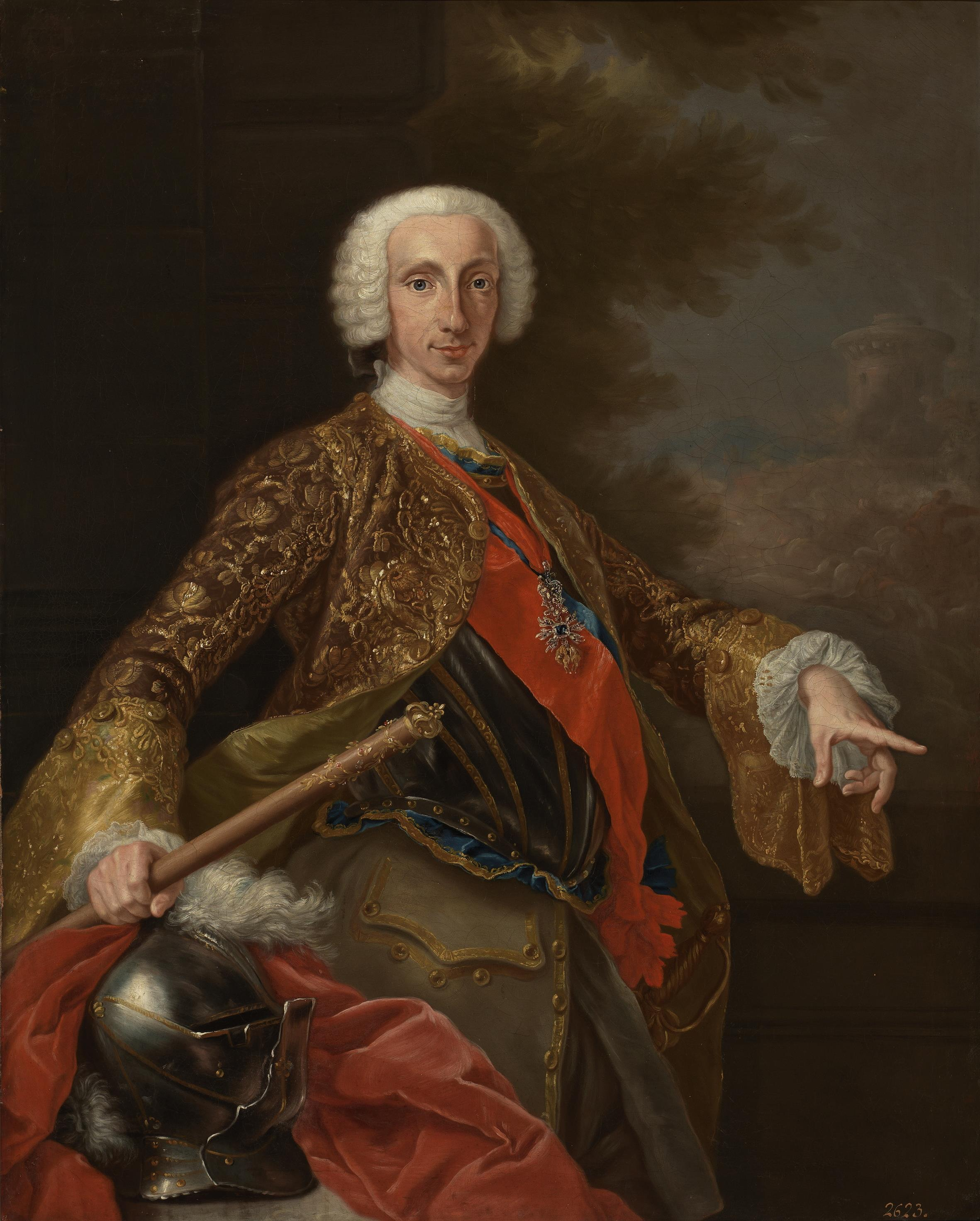
O infante Carlos de Bourbon representado por Giuseppe Bonito.

A partir de 1726 Eugênio começou gradualmente a recuperar a sua influência política. Com seus muitos contatos pela Europa, ele, apoiado por Gundaker Starhemberg e pelo Conde Schönborn, o Vice-Chanceler Imperial, conseguiu assegurar aliados poderosos e fortalecer a posição do Imperador. Sua habilidade em administrar a vasta rede diplomática secreta nos anos seguintes foi a principal razão pela qual Carlos VI mais uma vez passou a depender dele. Em agosto de 1726 a Rússia aderiu à aliança austro-espanhola, e em outubro Frederico Guilherme da Prússia seguiu o exemplo dos Aliados com a assinatura de um tratado defensivo mútuo com o Imperador. Apesar da conclusão do breve conflito anglo-espanhol, a guerra entre as potências europeias persistiu ao longo de 1727-28. Entretanto, em 1729 Isabel de Farnésio abandonou a aliança com a Áustria. Percebendo que Carlos VI não podia ser arrastado para o pacto matrimonial que ela queria, Isabel concluiu que a melhor maneira de assegurar a sucessão de seu filho para Parma e Toscana agora era com a Grã-Bretanha e a França. Para Eugênio foi "um acontecimento que raramente se encontra na história". Após a determinação do Príncipe em resistir a todas as pressões, Carlos VI enviou tropas para a Itália para impedir a entrada de guarnições espanholas nos ducados contestados. No início de 1730 Eugênio, que havia permanecido belicoso durante todo o período, estava novamente no controle da política austríaca.
Na Grã-Bretanha surgiu agora um novo realinhamento político à medida que o entente anglo-francesa se tornava cada vez mais defunta. Acreditando que uma França ressurgente representava agora o maior perigo para sua segurança, os ministros britânicos, encabeçados por Robert Walpole, se mobilizaram para reformar a aliança anglo-austríaca, levando à assinatura do Segundo Tratado de Viena, em 16 de março de 1731. Eugênio havia sido o ministro austríaco mais responsável pela aliança, acreditando mais uma vez que ela proporcionaria segurança contra a França e a Espanha. O tratado obrigou Carlos VI a sacrificar a Companhia de Ostend (rival das empresas comerciais inglesa e holandesa) e aceitar, inequivocamente, a adesão de Dom Carlos a Parma e à Toscana. Em troca o Rei Jorge II como Rei da Grã-Bretanha e Eleitor de Hanôver garantiu seu apoio a Sanção Pragmática, o dispositivo para assegurar os direitos da filha do Imperador, Maria Teresa, a toda a herança dos Habsburgos. Foi em grande parte através da diplomacia de Eugênio que em janeiro de 1732 a dieta Imperial também garantiu a Sanção Pragmática que, juntamente com os Tratados com a Grã-Bretanha, Rússia e Prússia, marcou o auge da diplomacia do Príncipe. Mas o Tratado de Viena enfureceu a corte do rei Luís XV: os franceses foram ignorados e a Sanção Pragmática garantida, aumentando assim a influência dos Habsburgos e confirmando a vasta dimensão territorial da Áustria. O Imperador também pretendia que Maria Teresa se casasse com Francisco Estêvão de Lorena, o que representaria uma ameaça inaceitável na fronteira da França. No início de 1733, o exército francês estava pronto para a guerra: bastava um estopim.

### Guerra de Sucessão Polonesa
Artigo principal: Guerra de Sucessão da Polônia

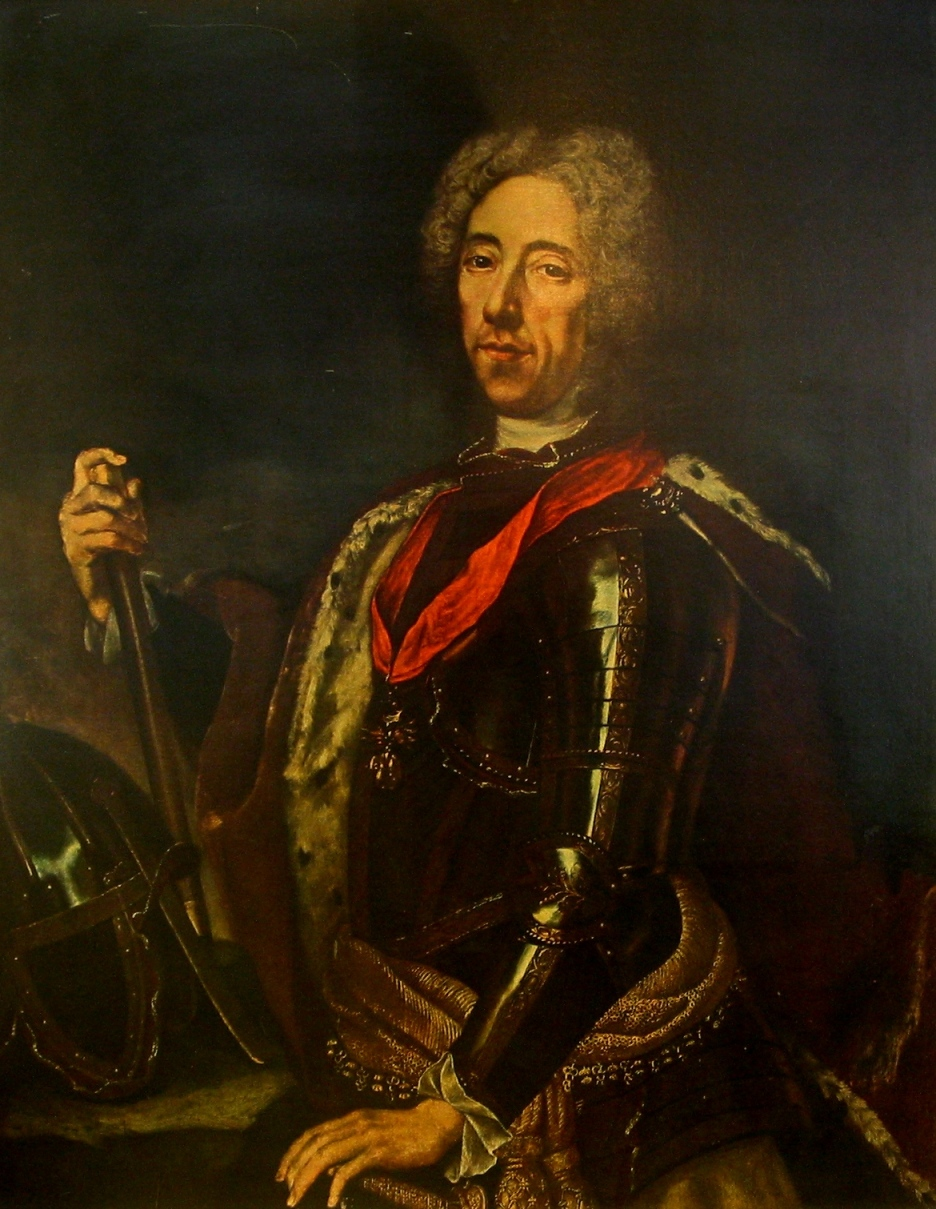
Retrato do Príncipe Eugênio de Saboia por Jan Kupecký. Mostrado aqui no final da meia-idade.

Em 1733 morreu o rei polonês e Eleitor da Saxônia, Augusto o Forte. Havia dois candidatos para seu sucessor: primeiro, Estanislau Leszczyński, o sogro de Luís XV; segundo, o filho do Eleitor da Saxônia, Augusto, apoiado pela Rússia, Áustria e Prússia. A sucessão polonesa proporcionou ao ministro-chefe de Luís XV, Fleury, a oportunidade de atacar a Áustria e tirar Lorena de Francisco Estevão. Para ganhar o apoio espanhol, a França apoiou a sucessão dos filhos de Isabel Farnésio em terras italianas.
Eugênio entrou na Guerra da Sucessão Polonesa como Presidente do Conselho da Guerra Imperial e comandante-chefe do exército, mas foi gravemente prejudicado pela qualidade de suas tropas e pela escassez de fundos; agora em seus setenta anos, o Príncipe também foi sobrecarregado por poderes físicos e mentais em rápido declínio. A França declarou guerra à Áustria em 10 de outubro de 1733, mas sem os fundos das Potências Marítimas, que, apesar do tratado de Viena, permaneceram neutras durante toda a guerra, a Áustria não pôde contratar as tropas necessárias para empreender uma campanha ofensiva. "O perigo para a monarquia", escreveu Eugênio ao imperador em outubro, "não pode ser exagerado". No final do ano as forças franco-espanholas tinham tomado Lorena e Milão; no início de 1734 as tropas espanholas tinham tomado a Sicília.
Eugênio assumiu o comando do Reno em abril de 1734, mas estava em menor número foi forçado a entrar na defensiva. Em junho, ele partiu para aliviar Philippsburg, mas seu antigo impulso e energia haviam desaparecido. Acompanhando Eugênio estava o jovem Frederico, o Grande, enviado por seu pai para aprender a arte da guerra. Frederico ganhou um conhecimento considerável de Eugênio, lembrando em vida posterior sua grande dívida com seu mentor austríaco, mas o príncipe prussiano estava horrorizado com a condição do Príncipe, escrevendo mais tarde, "seu corpo ainda estava lá, mas sua alma havia desaparecido". Eugênio conduziu outra campanha cautelosa em 1735, mais uma vez seguindo uma estratégia defensiva sensata sobre recursos limitados; mas sua memória de curto prazo já era praticamente inexistente, e sua influência política desapareceu por completo, Starhemberg e Johann Christoph von Bartenstein agora dominavam em seu lugar. No entanto, felizmente para Carlos VI, Fleury estava determinado a limitar o alcance da guerra, e em outubro de 1735 ele concedeu generosas preliminares de paz ao Imperador.

### Últimos anos e morte
Durante os últimos 20 anos de sua vida Eugênio foi particularmente próximo da Condessa Eleonora Batthyány, filha do Conde Theodor von Strattman. A relação entre os dois ainda é motivo de especulação (Eugênio nunca a menciona em nenhuma de suas cartas sobreviventes), e certamente não há sugestão de uma relação sexual, mas embora vivessem separados, a maioria dos diplomatas estrangeiros considerava Eleonora como sua "amante oficial". Ele e Eleonora eram companheiros constantes, encontrando-se para jantar, recepções e jogos de cartas quase todos os dias até sua morte. Mas sua correspondência sobrevivente não indica nenhuma intimidade real na relação. Outros amigos de Eugênio, como o núncio papal, Domenico Silvio Passionei, compensaram a família que ainda lhe faltava.
Para seu único sobrinho sobrevivente, Emanuel (1687–1729), filho de seu irmão Luís Tomás, Eugênio arranjou um casamento com uma das filhas do príncipe Liechtenstein João Adão I, mas Emanuel morreu de varíola em 1729. Nessa altura, o último descendente masculino do ramo Soissons da família Saboia era o filho de Emanuel, Eugénio João Francisco (1714–1734), e para ele o príncipe tentou organizar a criação de um segundo, embora pequeno, estado de Saboia na Itália central, através do seu casamento com a Duquesa de Massa e Carrara, Maria Teresa Cybo-Malaspina, então ainda criança. O contrato nupcial foi assinado em Viena em 1732 com a aprovação do Imperador Carlos VI e do chefe da família Saboia, o Rei da Sardenha Carlos Emanuel III, mas o casamento não pôde prosseguir devido à morte prematura do jovem noivo em 1734..
Com o desaparecimento de Eugénio João Francisco, não restaram parentes próximos masculinos para suceder ao príncipe. Seu parente mais próximo, portanto, era a filha solteira de Luís Tomás, a princesa Maria Ana Vitória de Saboia, que Eugênio nunca havia conhecido e, como ele não tinha ouvido falar senão mal dela, não fez nenhum esforço para fazê-lo.
Eugênio voltou a Viena da Guerra da Sucessão Polonesa em outubro de 1735, fraco e débil; quando Maria Teresa e Francisco Estevão se casaram em fevereiro de 1736, o Príncipe estava muito doente para comparecer. Depois de jogar cartas na Condessa Batthyány, na noite de 20 de abril, ele voltou para a sua cama no Stadtpalais. Quando seus servos chegaram para acordá-lo na manhã seguinte, 21 de abril de 1736, encontraram o príncipe morto após ter sido sufocado por catarro na garganta, presumivelmente após sofrer de pneumonia. Seu coração foi enterrado com os de outros de sua família em Turim. Seus restos mortais foram levados em uma longa procissão à Catedral de Santo Estêvão, onde o corpo foi enterrado na Cripta Imperial.
Na ausência de testamento Maria Ana Vitória de Saboia foi declarada sua herdeira legal, sendo preferida a Vítor Amadeu I, Príncipe de Carignano, filho de Emanuel Felisberto, Príncipe de Carignano, e, por isso, primo em primeiro grau do príncipe Eugénio.

## Orientação Sexual
Apesar de ser um dos homens mais ricos e celebrados de sua época, Eugênio nunca se casou e a sugestão é que ele era predominantemente homossexual. Pouco se sabe sobre sua vida antes de 1683. Em sua infância em Paris "ele pertencia a um pequeno e efeminado conjunto que incluía pervertidos tão sem prurido como o jovem abade de Choisy que estava invariavelmente vestido de menina" escreveu o historiador Nicholas Henderson. A Duquesa de Orleães, que conhecia Eugênio desde aqueles dias, escreveria mais tarde para sua tia, a princesa Sofia de Hanôver, descrevendo as artimanhas do jovem príncipe com lacaios e pajens. Ele era "uma vulgar prostituta" junto com o Príncipe de Turenne, e "muitas vezes fingia ser mulher com os jovens" com o apelido de 'Madame Simone' ou 'Madame l'Ancienne'. Ele preferia um "casal de belos meninos" a qualquer mulher, e foi-lhe recusado um benefício eclesiástico devido à sua "depravação".
De interesse relacionado é a canção de um soldado popular que parodia uma relacionamento imaginário de Eugênio e do Marquês de la Moussaye no Reno. Uma tempestade rompe e o general teme o pior, mas o Marquês o consola: "Nossas vidas estão seguras/ Pois somos sodomitas/ Destinados a perecer somente pelo fogo/ Nós pousaremos".

## Avaliação

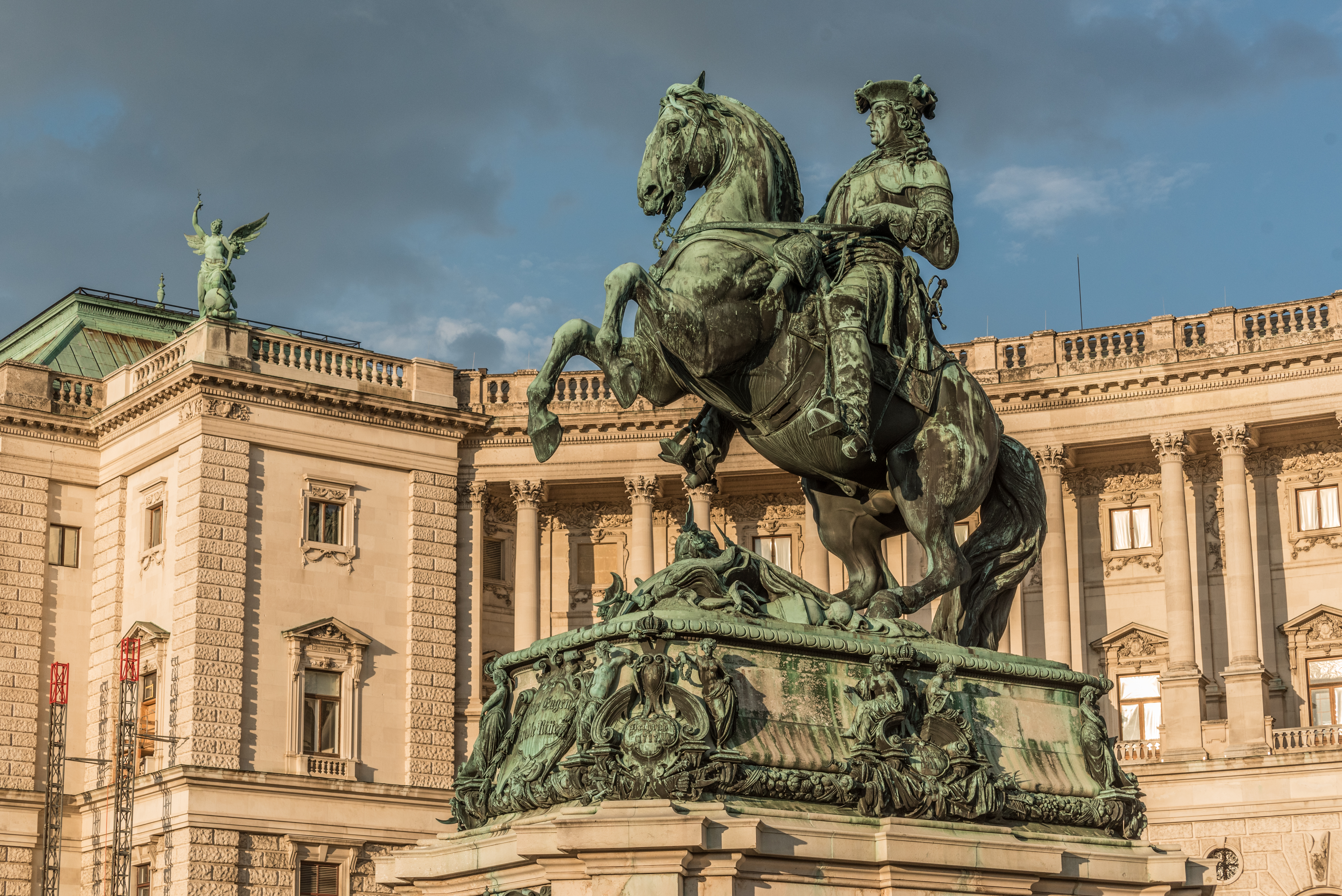
Monumento de Eugênio em Heldenplatz, Viena, por Anton Dominik Fernkorn.

Napoleão considerou Eugênio um dos sete maiores comandantes da história. Embora os críticos militares posteriores tenham discordado dessa avaliação, o Príncipe era sem dúvida o maior general austríaco. Ele não era um inovador militar, mas tinha a capacidade de fazer funcionar um sistema inadequado. Ele era igualmente hábil como organizador, estrategista e tático, acreditando na primazia da batalha e na sua capacidade de aproveitar o momento oportuno para lançar um ataque bem sucedido. "O importante", escreveu Maurício da Saxônia em suas Revelações, "é ver a oportunidade e saber como utilizá-la". O príncipe Eugênio possuía essa qualidade que é a maior na arte da guerra e que é o teste do gênio mais elevado". "Essa fluidez foi a chave do sucesso de seu campo de batalha na Itália e em suas guerras contra os turcos". No entanto, nos Países Baixos, particularmente após a batalha de Oudenarde em 1708, Eugênio, como seu primo Luís de Baden, tendeu a jogar pelo seguro e se atolar em uma estratégia conservadora de cerco e defesa das linhas de abastecimento. Após a tentativa de Toulon em 1707, ele também se tornou muito cauteloso nas operações combinadas terra/mar. Para o historiador Derek McKay, no entanto, a principal crítica a ele como general é seu legado- ele não deixou escola de oficiais nem um exército capaz de funcionar sem ele.

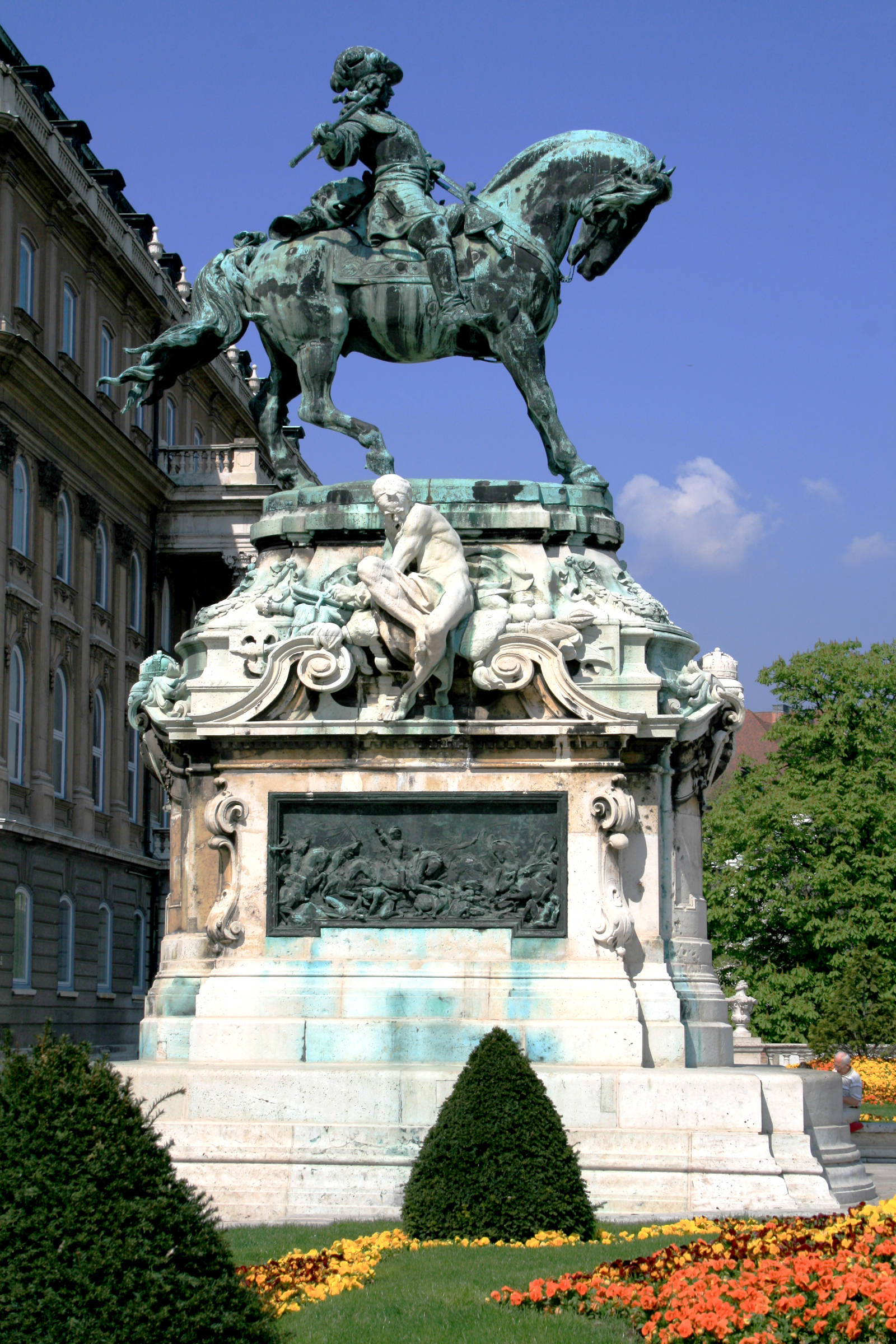
Estátua de Eugênio no Castelo de Buda, Budapeste, Hungria.

Eugênio era um disciplinador, quando soldados comuns desobedeceram a ordens, ele mesmo estava disposto a atirar neles, mas rejeitou a brutalidade cega, escrevendo "você só deve ser duro quando, como muitas vezes acontece, a bondade se mostra inútil". No campo de batalha, ele exigiu coragem em seus subordinados, e esperava que seus homens lutassem onde e quando quisesse; seus critérios de promoção baseavam-se principalmente na obediência às ordens e na coragem no campo de batalha e não na posição social. Em geral, seus homens responderam porque ele estava disposto a se esforçar tanto quanto eles. No entanto, sua posição como Presidente do Conselho de Guerra Imperial mostrou-se menos bem sucedida. Após o longo período de paz após a Guerra Austro-Turca, a ideia de criar um exército de campo separado ou fornecer tropas de guarnição com treinamento eficaz para que elas se transformassem rapidamente em um exército nunca foi considerada por Eugênio. Durante a Guerra da Sucessão Polonesa, os austríacos foram superados por uma força francesa mais bem preparada. A culpa era em grande parte de Eugênio, pois para ele os exércitos só deveriam ser criados quando houvesse Guerra. Embora Frederico, o Grande tivesse sido atingido pela confusão do exército austríaco e sua má organização durante a Guerra da Sucessão Polaca, ele mais tarde emendou seus julgamentos iniciais duros. "Se eu entendo alguma coisa do meu ofício - comentou Frederico em 1758 -, especialmente nos aspectos mais difíceis, devo essa vantagem ao príncipe Eugênio". Com ele aprendi a manter objetivos grandiosos constantemente em vista, e direcionar todos os meus recursos para esses fins". Para o historiador Christopher Duffy foi essa consciência da 'grande estratégia' que foi o legado de Eugênio para Frederico.
Às suas responsabilidades Eugênio atribuía seus próprios valores pessoais - coragem física, lealdade ao seu soberano, honestidade, autocontrole em todas as coisas - e esperava essas qualidades de seus comandantes. A abordagem dele era ditatorial, mas ele estava disposto a cooperar com alguém que considerava igual a ele, como Baden ou Marlborough. No entanto, o contraste com seu co-comandante da Guerra da Sucessão Espanhola era acentuado. "Marlborough", escreveu Churchill, "era o marido e pai modelo, preocupado em construir um lar, fundar uma família e juntar uma fortuna para sustentá-la"; enquanto Eugênio, o solteirão, era "desdenhoso do dinheiro, contente com sua espada brilhante e suas animosidades de vida contra Luís XIV". O resultado foi uma figura austera, inspirando mais respeito e admiração do que afeto. A enorme estátua equestre no centro de Viena comemora as conquistas de Eugênio. Está inscrita de um lado, "Ao sábio conselheiro de três imperadores", e do outro, "Ao glorioso conquistador dos inimigos da Áustria".

### Primária
- Lediard, Thomas (1736). The Life of John, Duke of Marlborough. 3 Volumes. London OCLC 15928285
- Saint-Simon, Louis de Rouvroy, duc de (1999 [1739–50]). Memoirs: 1691–1709. Volume 1. Prion Books Ltd. ISBN 978-1-85375-352-7 OCLC 835927465
- Saxe, Maurice de (2007 [1757]). Reveries on the Art of War. Dover Publications Inc. ISBN 978-0-486-46150-2 OCLC 84903033

### Suplementar
- Chandler, David G (1990). The Art of Warfare in the Age of Marlborough. Spellmount Limited. ISBN 978-0-946771-42-4 OCLC 60068733
- Chandler, David G (2003). Marlborough as Military Commander. Spellmount Ltd. ISBN 978-1-86227-195-1 OCLC 51993029
- Childs, John (2003). Warfare in the Seventeenth Century. Cassell. ISBN 978-0-304-36373-5 OCLC 50936157
- Churchill, Winston (2002). Marlborough: His Life and Times, Bk. 1, vols. i & ii. University of Chicago Press. ISBN 978-0-226-10633-5 OCLC 758346908
- Churchill, Winston (2002). Marlborough: His Life and Times, Bk. 2, vols. iii & iv. University of Chicago Press. ISBN 978-0-226-10635-9 OCLC 780358828
- Coxe, William (1864). History of the House of Austria. 6 Volumes. Henry G. Bohn OCLC 14574176
- Duffy, Christopher (1985). Frederick the Great: A Military Life. Routledge & Kegan Paul. ISBN 978-0-7100-9649-4 OCLC 14100234
- Falkner, James. The War of the Spanish Succession 1701 - 1714 (2015) excerpt
- Hatton, Ragnhild (2001). George I. Yale University Press. ISBN 978-0-300-08883-0 OCLC 48649409
- Heer, Friedrich (2002). The Holy Roman Empire (trans. George Weidenfeld & Nicolson). Phoenix Press. ISBN 978-1-84212-600-4 OCLC 59422701
- Henderson, Nicholas (1966). Prince Eugen of Savoy. Weidenfeld & Nicolson. ISBN 978-1-84212-597-7 OCLC 50018284
- Lynn, John A (1999). The Wars of Louis XIV, 1667–1714. Longman. ISBN 978-0-582-05629-9 OCLC 475214160
- MacMunn, George (1933). Prince Eugene: Twin Marshal with Marlborough. Sampson Low, Marston & CO., Ltd. OCLC 2229365
- McKay, Derek (1977). Prince Eugene of Savoy. Thames and Hudson Ltd. ISBN 978-0-500-87007-5 OCLC 3716509
- McKay, Derek & Scott, H. M (1984). The Rise of the Great Powers: 1648–1815. Longman. ISBN 978-0-582-48554-9 OCLC 8194784
- Paoletti, Ciro. "Prince Eugene of Savoy, the Toulon Expedition of 1707, and the English Historians--A Dissenting View." Journal of Military History 70.4 (2006): 939-962. online
- Setton, Kenneth M. (1991). Venice, Austria, and the Turks in the Seventeenth Century. American Philosophical Society. ISBN 978-0-87169-192-7 OCLC 24198465
- Simms, Brendan (2008). Three Victories and a Defeat: The Rise and Fall of the First British Empire. Penguin. ISBN 978-0-14-028984-8 OCLC 230193500
- Somerset, Anne (2004). The Affair of the Poisons: Murder, Infanticide and Satanism at the Court of Louis XIV. Phoenix. ISBN 978-0-7538-1784-1 OCLC 59264609
- Spielman, John (1977). Leopold I of Austria. Thames and Hudson Ltd. ISBN 978-0-500-87005-1 OCLC 2857311
- Stoye, John (2000). The Siege of Vienna. Birlinn Ltd. ISBN 978-1-84341-037-9 OCLC 219959588
- Sweet, Paul R. "Prince Eugene of Savoy and Central Europe." American Historical Review 57.1 (1951): 47-62. in JSTOR
- Sweet, Paul R. "Prince Eugene of Savoy: Two New Biographies." Journal of Modern History 38.2 (1966): 181-186. in JSTOR
- Wolf, John B (1962). The Emergence of the Great Powers: 1685–1715. Harper & Row. ISBN 978-0-06-139750-9 OCLC 464788044

### Adicional
- Arneth, Alfred. (1858–64). Prinz Eugen von Savoyen. 3 Volumes. Vienna OCLC 180451821
- Braubach, Max. (1963–65). Prinz Eugen von Savoyen. 5 Volumes. Vienna OCLC 697500
- Ingrao, Charles; Samardžić, Nikola; Pešalj, Jovan, eds. (2011). The Peace of Passarowitz, 1718. West Lafayette: Purdue University Press